# Durença
|  | Aquest article tracta sobre el riu afluent del Roine. Si cerqueu el municipi a la regió francesa de Nova Aquitània, vegeu «Durança». |

La Durença, Durance (francès), Durença (occità) (segons la norma clàssica), o Durènço en provençal (segons la norma mistralenca) és un riu al sud-est de França, afluent del Roine, del qual és el segon afluent després del Saona pel que fa a la seva longitud i el tercer després del Saona i l'Isèra pel cabal. Amb 323,2 quilòmetres de longitud, la Durença és el riu més gran de la Provença.
El riu dit "capritxós", altre temps temut per les seves inundacions, ha estat sotmès a un continu esforç de planificació, especialment des del segle xix, amb finalitats hidràuliques (subministrament d'aigua potable a Marsella i ciutats circumdants), agrícola (reg de 75.000 ha de cultius, responsable de pujar fins a 114 m³/s d'aigua al riu, sovint en el moment de la baixa aigua) i hidroelèctrica (amb el Verdon, de 6.000 a 7.000 milions de kWh produïts anualment).

## Hidronímia

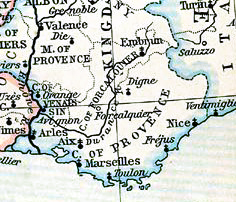
El curs de la Durença en un mapa anglès de la Provença medieval

La Durença està documentada en les formes antigues Druentia (segle i), Drouentios potamos (en grec), Durantia (854, 1271) o Durentia (1127). Les formes clàssiques probablement són alteracions de *Dūrantia, basades en l'hidrònim dur- o dru- present als noms de molts rius dels Alps occidentals (Doire a Itàlia, Dranse a Haute-Savoie, Drac, Drôme), Durensola, associat amb el sufix locatiu -antia. Tots aquests rius naixen a l'alta muntanya i tenen un curs torrencial.
La Durença és un torrent molt més feble que els seus afluents, la Clarée i la Guisane, però aquests dos perden el nom quan s'ajunten. És probable que el motiu per al predomini del nom de Durença sigui que la seva vall fos una important i antiga via de comunicació, mentre que les de la Clarée i la Guisane són un cul-de-sac.

## Geografia

### Origen
La Durença té les seves fonts a l'entorn dels 2.390 metres d'altitud, al prat de Gondran, als vessants del cim des Anges. Les fonts estan per sota de l'antic fort de Gondran, a la ciutat de Montgenèvre al departament francès dels Alts Alps, prop de la frontera italiana. Desemboca en el Roine a pocs quilòmetres al sud-oest d'Avinyó, entre la Valclusa i les Boques del Roine, de les quals en marca el límit.
El seu tributari, que constitueix el sistema fluvial més llarg, el Clarée, té la seva font en els vessants del mont Thabor (3.178 m), a sota el Seuil des Rochilles, a 2.450 m d'altitud, també als Alts Alps. Pren la vall de Clarée i, després d'un recorregut de 28 km, s'uneix a la Durença (que en aquell punt té 8 km de longitud i té un cabal menor).

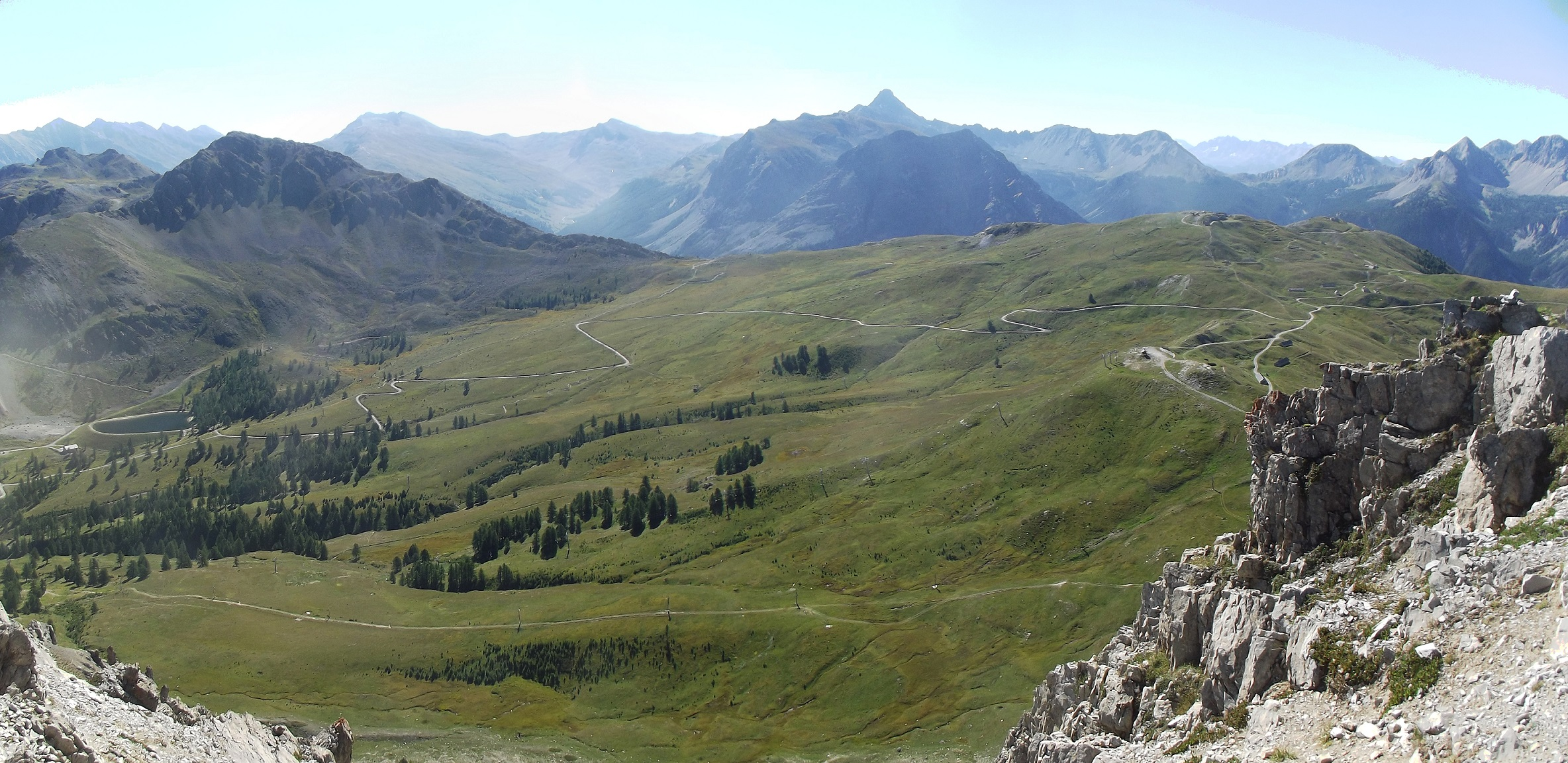
Fonts de la Durença

### Geologia
Fa 12 milions d'anys durant el Miocè, la Durença es bifurcava cap al sud entre la serralada de les Côtes i els Alpilles, passava per Lamanon, i anava directe cap a la Mediterrània, fent un ampli delta del qual en són restes l'estany de Bèrra i la plana de Crau. Aquesta ruta és també més o menys la utilitza avui en dia el gran canal EDF, que s'aparta de la Durença a Mallemort i desemboca a l'estany de Bèrra.
Durant la glaciació de Riss, la Durença naixia a la rodalia de Sisteron, on acabava la capa de gel que cobria els Alps. És també durant aquest període que la Durença modifica el seu curs de baixada.
Al pic de la glaciació Würm (fa uns 18.000 anys), l'erosió, ajudada pels moviments tectònics que aixequen les roques, obre el passatge d'Orgon que llavors captura la Durença. Ja no circula cap a la plana de Crau, sinó al Roine, al sud d'Avinyó. Aquesta "captura" de la Durença també es veu facilitada pels dipòsits dels seus propis sediments que s'havien dipositat a l'entrada del llindar de Lamanon i que impedien el seu pas.
Els diferents esdeveniments glacials van comportar la formació de terrasses: la glacera que baixava fins a Sisteron durant la glaciació de Riss va crear una terrassa que domini el curs de la Durença a uns 60 m. Durant la glaciació Würm, es van formar dues terrasses, a uns 15 i 10 m per sobre del nivell actual. En alguns llocs, encara es troben una o dues terrasses postglacials (de l'Holocè i, per tant, formades fa menys de 10.000 anys).
En aquell moment, la Durença fluïa cap al Roine, no aigües avall, sinó per sobre d'Avinyó. El seu curs sortia de Lo Chivau Blanc cap a Vedena, tallant el curs de la Sorgue i unint-se al riu al nord de la roca dels Doms. Això es va demostrar mitjançant perforacions a Sant Savornin d'Avinhon, Joncairetas i Entraigas, que van revelar una expansió al·luvial típicament duranciena d'uns quants metres de gruix en tota la plana del riu Sorgue.
Entre Sisteron i Volona, la Durença flueix en una vall de roques calcàries, gres i margues que data del Cretaci. A la confluència de la Bléone, trobem grans capes al·luvials del Quaternari, de les quals l'al·luvió més antic està cimentat amb carbonat de calci.
A la vall mitjana de la Durença, es superposen quatre capes de sediments:
- una capa al·luvial gruixuda i lligada, d'uns 40 metres d'espessor, que data de la glaciació de Riss;
- una capa de llim d'uns 20 metres d'espessor, que data del mateix període;
- un paleosòl, de vegades cobert amb grava provocat per escorrenties torrencials;
- una capa de col·luvi superficial.

### Hidrografia
El cabal mitjà a Sant Pau de Durènça és de 176,0 m³/s per a una conca de 11.700 km² i a 247 metres d'altitud, o el 82% de la conca total de 14.225 km².
Des de la seva font al peu de la part cim dels Anges a 2.390 m, al sud de Montgenevre fins a la confluència amb el Roine, la Durença corre 305 quilòmetres. No obstant això, el curs més llarg el dibuixa el sistema Clarée-Durance i té una longitud de 323,8 km. La singularitat del curs és el seu pendent, 81 m/km en els seus primers 12 km i 15 m/km a la confluència amb el Gyronde, i encara gairebé 8 m/km a la confluència amb l'Ubaye. Aquest pendent continua sent relativament alt a la part inferior: al voltant de 0,33% en el seu curs mitjà (fins al pont de Mirabèu), llavors encara 0,237% en el seu curs inferior.
Per comparació, a uns 100 km de la font, l'Isère flueix a 330 m d'altitud i la Durença a 700 m. Aquest fet contribueix parcialment a la naturalesa torrencial del riu, incloent-hi el curs inferior. El desnivell de la Durença des del seu naixement fins a Mirabèu és de 1847 m, i d'uns 2.090 m a la confluència amb el Roine.

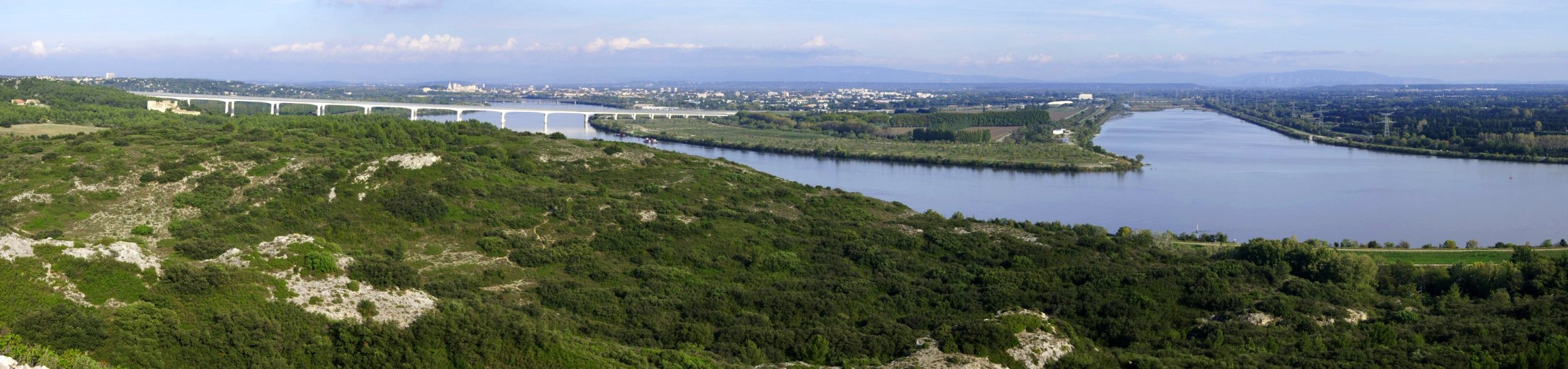
Confluència amb el Roine

Perfil altimètric de la Durença

#### Departaments i principals poblacions irrigades

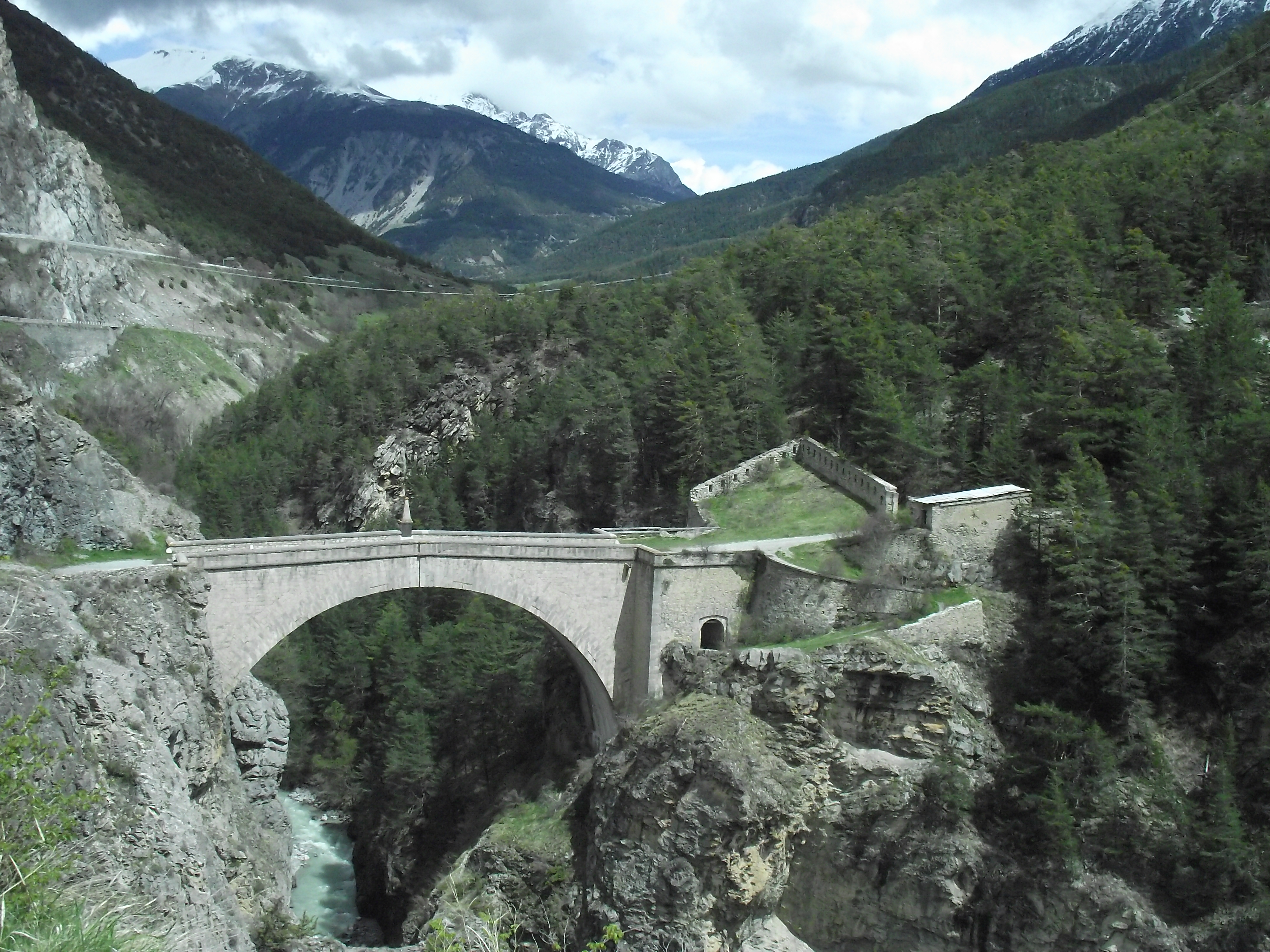
A alguns quilòmetres de les seves fonts, la Durença passa per sota el Pont d'Asfeld à Briançon; vista en direcció de la vall de la Clarée al nord del departament dels Alts Alps

La Durença travessa només dos departaments: Alts Alps i Alps de l'Alta Provença. Serveix com a límit administratiu entre els de Valclusa i Boques del Roine, i fa una breu incursió al Var:
- des de la seva font fins al llac de Serre-Ponçon (uns 75 quilòmetres), la Durença flueix al departament d'Alts Alps;
- des de la seva confluència amb l'Ubaye fins a la seva confluència amb el Sasse, a dalt de Sisteron (uns 50 quilòmetres), és frontera entre els Alts-Alps i els Alps de l'Alta Provença;
- des de la seva confluència amb el Sasse fins a un quilòmetre abans de la seva confluència amb el Verdon (uns 65 quilòmetres), travessa el departament d'Alps de l'Alta Provença;
- en aquest últim quilòmetre separa el departament de Valclusa del del Var;
- des de la seva confluència amb el Verdon fins a la seva confluència amb el Roine (uns 105 quilòmetres), serveix com a límit entre els departaments de Valclusa i Boques del Roine.

La Durença és, doncs, a la meitat del seu curs una frontera entre departaments, que il·lustra el seu caràcter de riu difícil de creuar.
La seva conca inclou:
- tots els departaments dels Hautes-Alps i Alpes-de-Haute-Provence, excepte el cantó de La Grava, del Champsaur, el cantó de Rosans, la comuna de Soleilhas i els municipis d'Annot i Entrevaux;
- aproximadament la meitat del departament de Valclusa (aproximadament el districte d'Ate);
- algunes ciutats dels departaments de la Droma (Lutz de la Crotz Auta), Var (cantó sencer de Comps d'Artubi, la major part del cantó de Rians) i dels Alps Marítims (Vauderore i Seranon), "enclavaments" explicables per qüestions de divisió no topogràfica de departaments;
- els municipis de Boques del Roine a la vora de la Durença.

Aquest darrer punt mereix ser subratllat. Cap riu principal drena al nord del departament de Boques del Roine. De Jouques a la Roque-d'Anthéron, així com al voltant d'Orgon, els turons propers voregen la Durença; en altres llocs, són planes al·luvials, antigament en forma de pantà, on la circulació de l'aigua està garantida principalment pels canals.
Les aigües de la Durença passen per 106 municipis de cinc departaments. Les ciutats que la voregen es col·loquen per protegir-se contra les inundacions: a la part superior, que està força encaixada, s'instal·len en els avenços rocosos que dominen el riu (Briançon, Ambrun, Sisteron); a la part inferior, més ampla, es retiren al peu dels pujols (Manòsca, Pertús, Cavalhon, Castèu-rainard). Només Avinyó es troba en una plana, i encara avui també s'ha de protegir de les grans crescudes de la Durance.

#### Del naixement à Serre-Ponçon: la Alta Durença

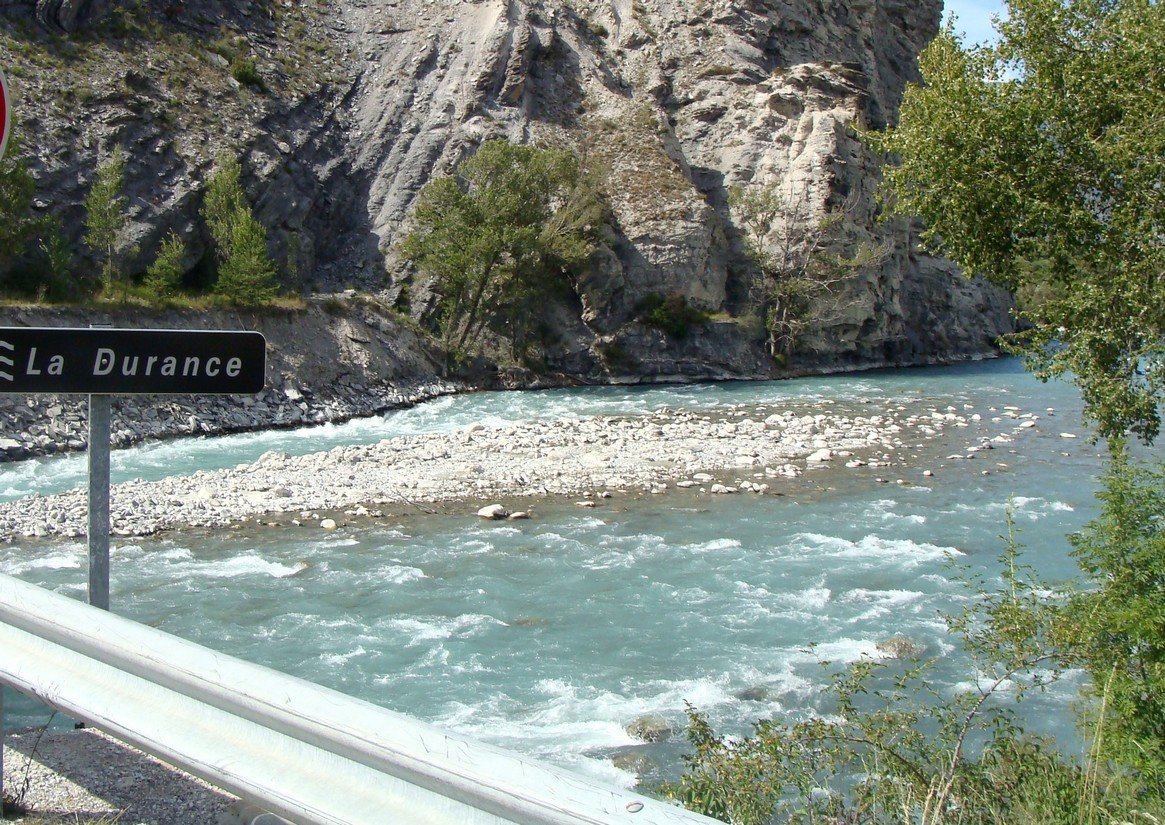
La Durença encara és un torrent quan arriba a la presa de Serre-Ponçon

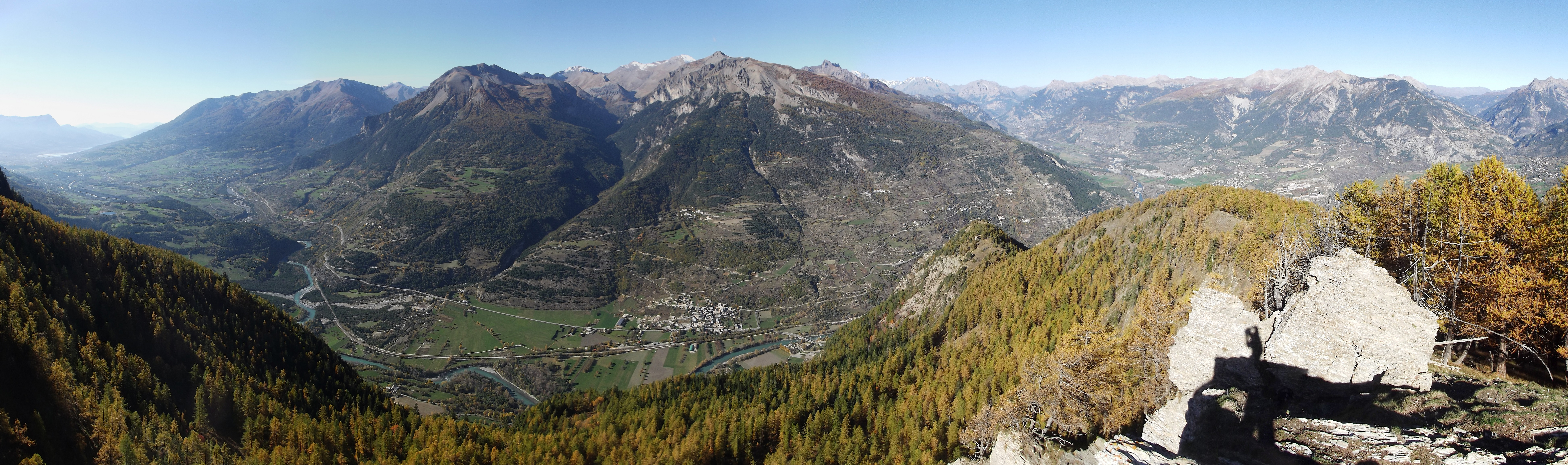
La Durença entre el llac de Serre-Ponçon i la Roche-de-Rame

Fins al llac de Serre-Ponçon, la Durença drena una vall més o menys ampla envoltada per les altes muntanyes del massís cristal·lí del Pelvoux. És un riu alpí amb règim nival, amb altes aigües al juny i amb un flux sostingut fins i tot a l'estiu. El torrent de Montginebre desemboca a la Clarée, travessa Briançon i rep el Guisane. La secció entre Le Fournel i Briançon s'anomena "Malafosse". Es dirigeix al sud i rep les aigües de la Gyronde (torrent glaciar dels Écrins) a l'Argentièra. El seu curs corba cap al sud-sud-est fins a la confluència amb el Guil per sota de Guilhèstra i Montdaufin, i després torna cap al sud-sud-oest i es buida al llac de Serre-Ponçon una mica aigües avall d'Ambrun. La confluència amb l'Ubaye es va negar quan es va omplir el llac.

#### De Serre-Ponçon a la clue de Mirabeau: la Durença mitjana

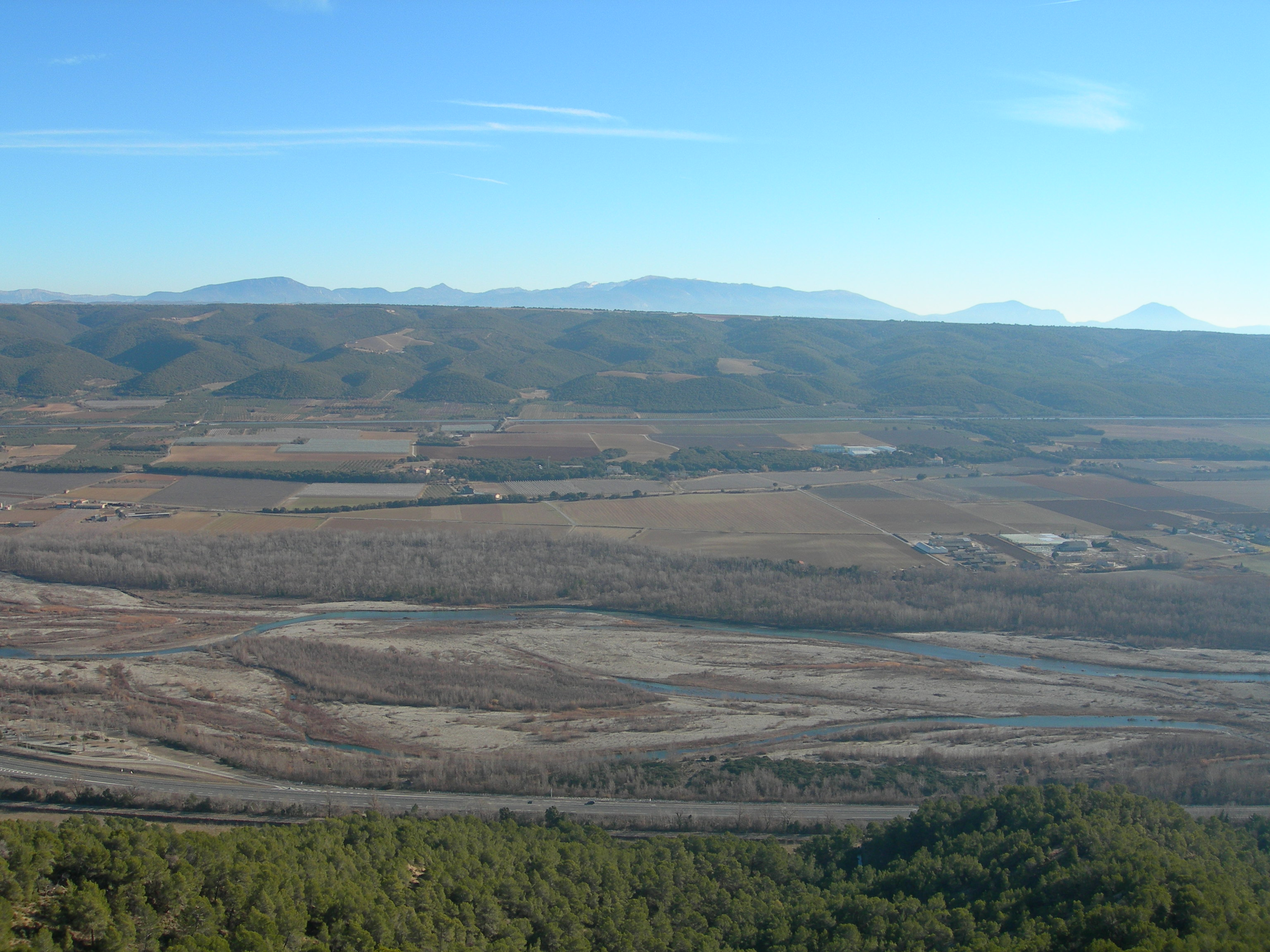
Vall de la Durença al nivell de la comuna de Lei Mès, amb la part nord de la plana de Valençòla en segon terme i al fons de tot la Mourre de Chanier. S'hi veu el canal EDF, com una línia blanca fina al límit entre les terrasses cultivades més altes i la base dels pujols

La Durença a la sortida del llac de Serre-Ponçon

La Durença mitjana flueix en un paisatge que canvia radicalment, perquè les muntanyes es suavitzen i les planes cada cop més grans les substitueixen. El llit en si mateix passa a quedar encastat, cavant a les terrasses circumdants un solc de pocs metres a unes poques desenes de metres de profunditat. Aquí, el règim de la Durance esdevé mediterrani: crescudes causades per les pluges de tardor, greus estiatges l'estiu. Just abans de la cluse de Sisteron, la Durença s'uneix amb el Buëch, que ha recuperat les aigües del canal EDF. Molts afluents menors de règim pluvial també hi conflueixen prop de Sisteron (Sasse, Jabron, Vançon).
Com passa més amunt, la Durença roman envoltada de turons o altiplans, però la vall s'amplia en una plana al·luvial d'alguns quilòmetres d'amplada (5 km a Manosque), recentment desenvolupada amb el desenvolupament d'una agricultura moderna i la construcció de l'autopista A51.
El riu rep les aigües de la Bléone prop de Lei Mès, l'Asse a pocs quilòmetres al sud d'Aurason. El Verdon flueix cap a la Durença a prop de Cadarache: el lloc de la confluència és difícil de distingir si no és des d'una alçada.
Es van construir diverses preses al llarg del curs mig de la Durance, a més de Serre-Ponçon: Espinasses, Sisteron, L'Escale i Cadarache. Són més aviat captacions d'aigua el propòsit principal de les quals és desviar la major part del cabal del riu cap al canal EDF que subministra plantes hidroelèctriques; els llacs que creen no es poden utilitzar per regular el flux del riu. Algunes de les aigües s'utilitzen per al reg.

#### Baixa Durença: de Jouques a Avinyó

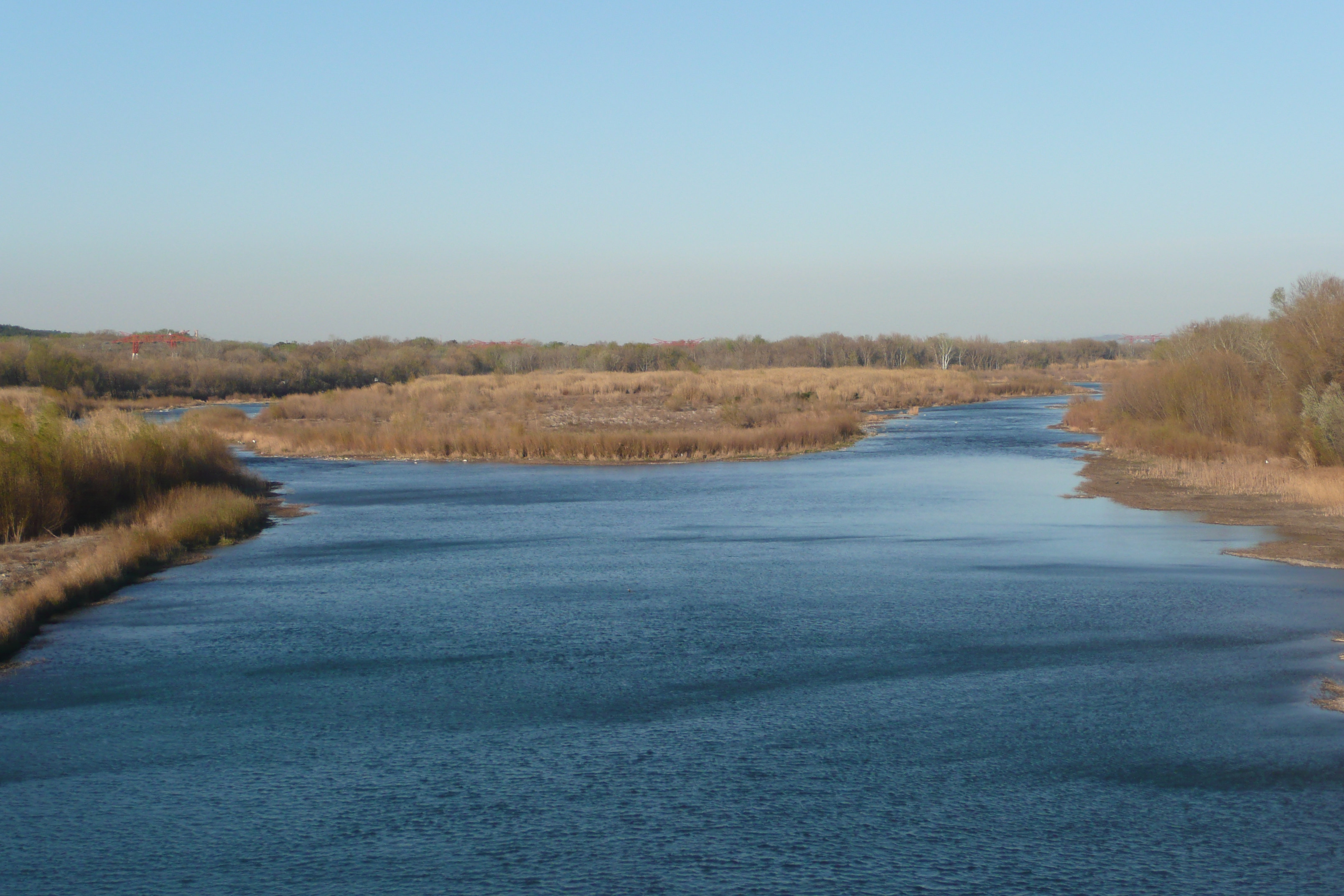
La Durença, prop d'Avinyó

La vall es torna a tancar durant uns quants quilòmetres quan travessa la cluse de Mirabeau (200 m de profunditat), que talla un anticlinal de calcàries juràssiques. Es torna a convertir en una plana encara més ampla fins a la confluència amb el Roine. La seva orientació passa de nord-sud a est-oest, com les petites serralades provençals entre les quals flueix (Alpilles i Luberon). La Durença només rep un afluent significatiu en aquesta última part del curs: el Coulon, que rodeja el massís del Luberon des del nord.

#### Afluents principals

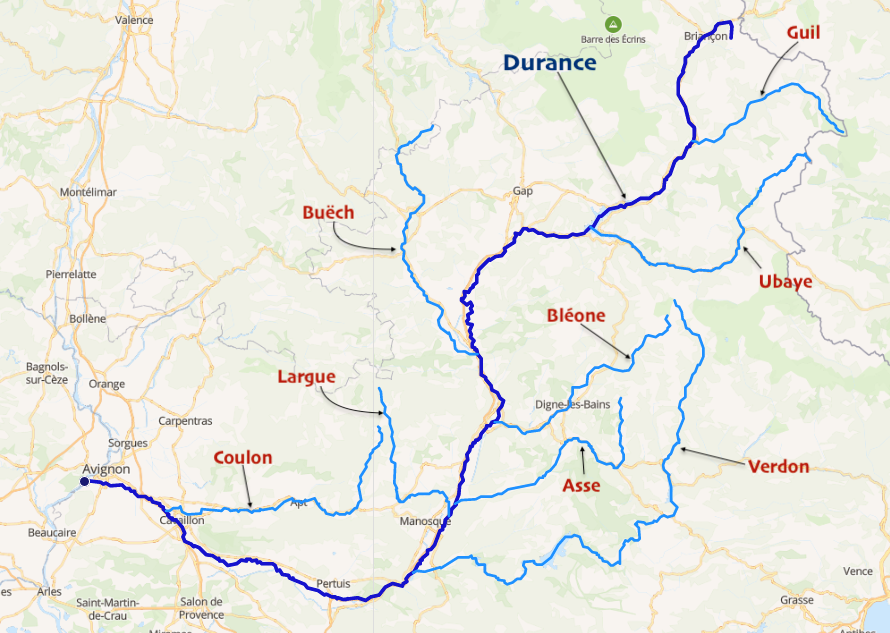
La Durença i els seus afluents de més de 50 km.

Els principals afluents de la Durença són el Verdon (175 km), Calavon (88 km), Buëch (85 km) i Ubaye (83 km).
Els cursos d'aigua de més de 20 quilòmetres de longitud que desemboquen a la Durença (de dalt a baix) són:
| - (CP) la Clarée; - (D) la Guisane - (E) la Cerveyrette; - (D) la Gyronde; - (E) el Guil; - (E) el torrent de Vachères; - (E) el torrent de Boscodon; - (D) el Réallon; - (E) l'Ubaye; | - (E) la Blanche - (D) l'Avance; - (D) la Luye; - (E) el Sasse; - (D) el Buëch (o Buech); - (D) el Jabron; - (E) el Riou de Jabron; - (E) el Vançon (ou Vanson); - (E) el Bléone; | - (E) el Lauzon; - (E) el Rancure; - (E) l'Asse; - (D) el Largue; - (E) el Verdon; - (D) l'Èze; - (D) l'Aigue Brun (o Aiguebrun); - (D) el Coulon (o Calavon). - (E) l'Anguillon. |

(E) tributari per la riba esquerra; (D) tributari per la riba dreta; (CP) Curs principal, indica el nom que es dona a una part del curs d'aigua que es té en compte en el càlcul de la seva durada.

## Hidrologia
Es tracta d'un riu anomenat "capritxós" i antigament temut tant per les seves crescudes com pels seus estiatges. La Durance és un riu alhora alpí i mediterrani amb una morfologia molt particular. En la tradició provençal se l'anomenava "la tercera plaga de la Provença", sent les dues primeres el mestral i el Parlament d'Aix.
La seva conca fluvial total és de 14.225 km².

### Cabals mitjans

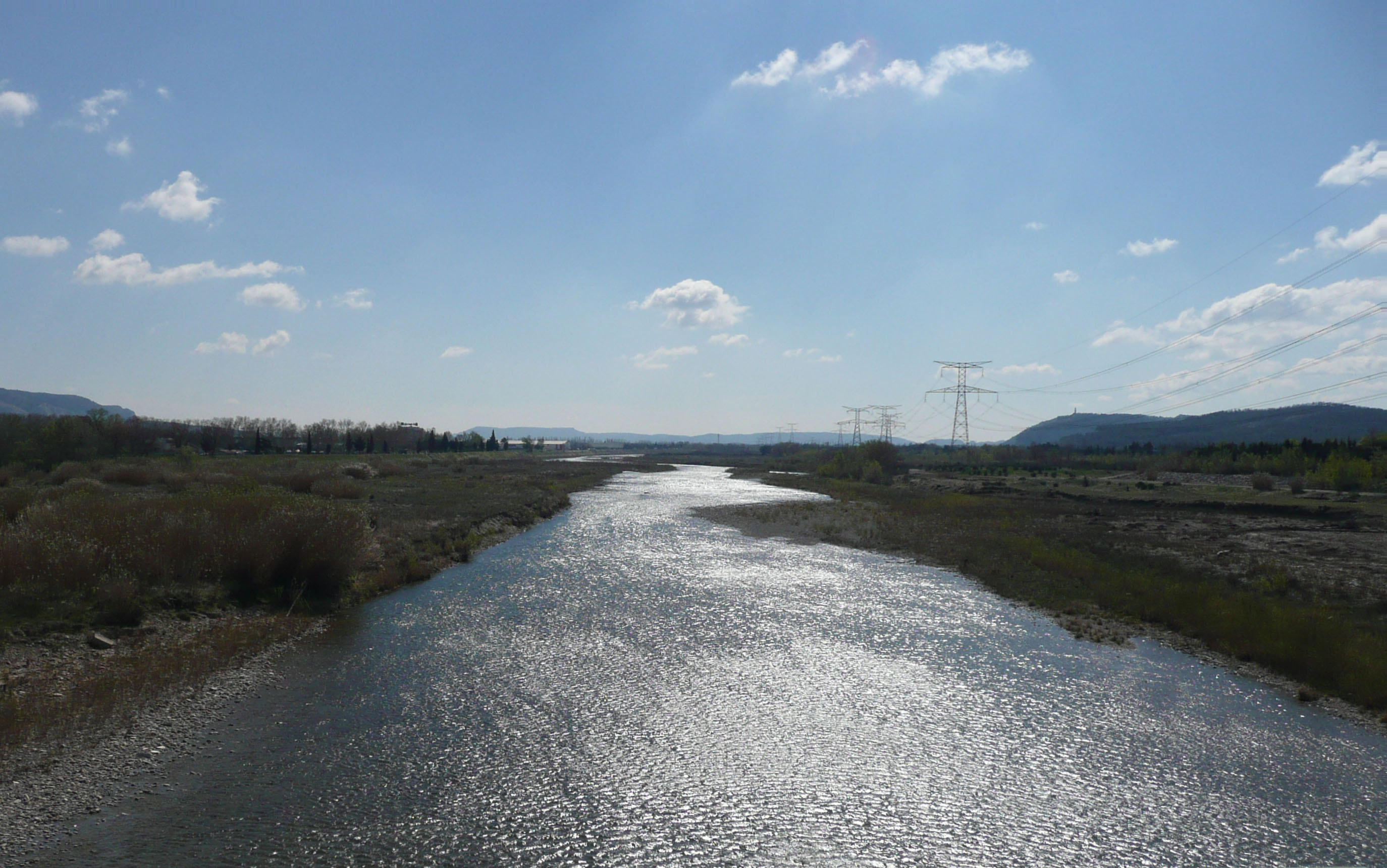
La Durença prop de Cavaillon

A la confluència amb la Roine, el cabal natural mitjà de la Durença és d'uns 190 m³/s, amb una forta variabilitat anual. Pot variar entre 40 m³/s (durant els estiatges més severs) fins a 6000 m³/s (crescudes mil·lenàries), amb les crescudes de 1843, 1882 i 1886 aproximant-se als 5000 m³/s.
A l'arribada al llac Serre-Ponçon, el cabal mitjà és de 81 m³/s; al nivell d'Aurason és de 123 m³/s i després de la confluència amb el Verdon ateny 174 m³/s (250 a 330 m³/s a la primavera, 100 m³/s l'estiu). L'aportació dels tributaris més a baix és molt reduïda. El màxim anual sol tenir lloc al maig o al juny, però les inundacions més greus es produeixen a la tardor. L'estiatge és a l'hivern a la vall alta i a l'estiu a la part mitjana i baixa del curs.

### Règim mixt

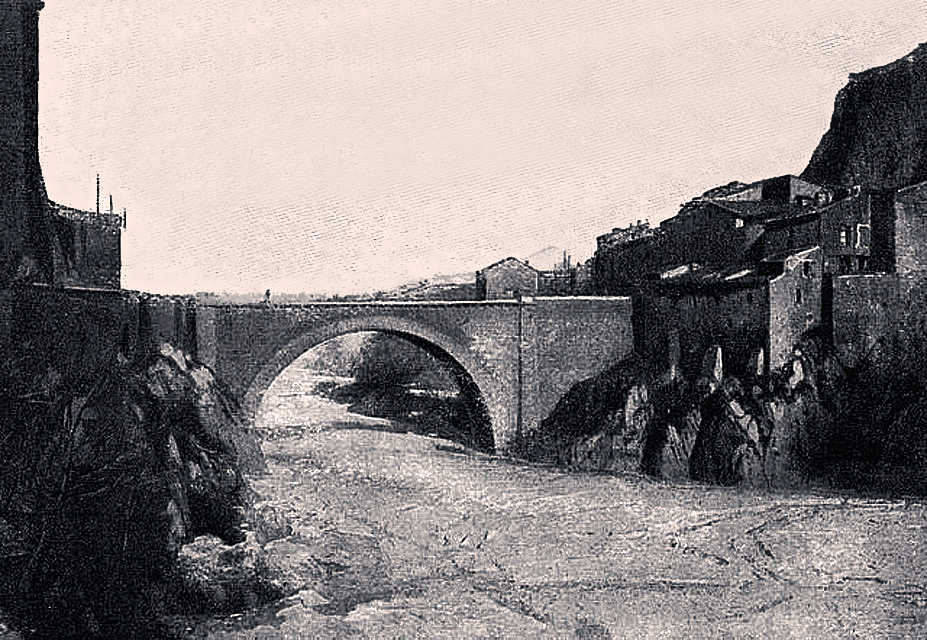
Durença gelada a Sisteron l'hivern de 1907

La conca de la Durença agrupa territoris que van des de la neu perpètua fins al clima mediterrani passant per pujols i planures. Així, el riu està sotmès a un règim nival en el seu curs superior (fins a Serre-Ponçon), amb estiatges hivernals i crescudes cada any de maig a juliol. A Serre-Ponçon, per una conca de 3600 km², un mòdul de 83.3 m³/s, amb un estiatge de 18 m³/s, i una crescuda màxima de 1700 m³/s (valor mesurat el 1957).
Més endavant, els seus nombrosos afluents de mitja muntanya o planures amb un règim mediterrani essencialment pluvial aporten aigua només a l'hivern, a la primavera i durant les crescudes de tardor, amb un flux baix i molt irregular a l'estiu.

### Crescudes
El riu és conegut de sempre pel seu curs inestable, impetuós i canviant. Titus Livi n'assenyala la dificultat de travessar-lo, Sili Itàlic, com a poeta menys preocupat de l'exactitud, n'exalta el caràcter torrencial. Aquestes crescudes, violentes i freqüents, es deuen a una combinació de factors:
- una conca muntanyosa de pendents fortes;
- roques sensibles a l'erosió, que augmenten el volum dels torrents i el seu poder destructiu;
- una cobertura vegetal poc protectora, o fins i tot absent, alhora per motius naturals (pobresa del sòl) i antròpics (vegeu el paràgraf següent);
- i finalment, el règim de precipitacions mediterrani, caracteritzat per precipitacions força poc freqüents i violentes.[30]

En resulta una escorrentia del 63%, que és molt elevada: l'alçada del coixí d'aigua que passa per Cadarache és de 472 mm, per una mitjana de 750 mm de precipitacions.
A Mirabeau, l'estiatge és de 45 m³/s, és a dir una variació d'1 a 133; durant la secada de 1921, que va durar fins al desembre, el cabal va baixar fins a 27 m³/s.

#### Crescudes històriques anteriors a la Revolució
Les inundacions augmenten en nombre i força des de la segona meitat del segle xiv, per disminuir i fer-se menys freqüents al segle xx. Com en tota la zona alpina mediterrània, aquest període de fort augment de la força i freqüència de les inundacions es deu a la combinació d'un refredament a partir del segle xiv i fins al segle xix (la petita Edat de Gel) que provoca pluges i nevades més abundants i més freqüents, i d'una desforestació important dels vessants de les muntanyes de la Conca de la Durance a partir del segle xvi. Aquest augment de les inundacions i els seus danys ha comportat notablement l'avanç de la Camarga durant aquest període i l'obstrucció del port d'Aigüesmortes.
La Durance va destruir el poble de Rama (entre Briançon i Ambrun, a la confluència de la Biaysse) al segle XII. És la inundació més antiga de la qual se'n té un registre escrit, el següent és el del 17 de setembre de 1226, que coincideix amb una inundació del Roine.
La de la tardor de 1345 és causada per fortes pluges que destrueixen els cultius i causen la fam. La inundació dels dies 8-12 de setembre de 1651 també és destacable pel dany que provoca a la vall, però no tenim cap estimació del cabal d'aquestes inundacions anteriors al 1800. Només la importància del dany causat per la Durance ha quedat en la memòria.
La inundació de 1907 és evocada per Jean Giono en la seva novel·la La Provence perdue.

#### Crescudes del segle XIX
Encara que no es disposa de bones sèries de registres de precipitacions i crescudes abans del segle xix, hi ha evidència que el nombre d'inundacions s'eleva bruscament a la conca del riu Durance al segle xix. Aquestes inundacions es produeixen principalment de juny a agost i, per tant, estan relacionades amb tempestes.
Entre 1832 i 1890, el Durance va experimentar 188 inundacions de més de 3 metres (mesurades al pont de Mirabeau). Les grans inundacions són els de 1843, 1856 (que inunda Avinyó) i 1886. Van arribar a entre 5.000 i 6.000 m³/s depenent dels autors; en comparació, la inundació del Sena de 1910 arriba al voltant dels 2.400 m³/s en el seu moment més fort.
La inundació de la tardor de 1843 va assolir els següents fluxos:
- 1.675 m³/s a Serre-Ponçon;
- el Buëch aporta 1.200 m³/s, portant el flux de la Durance a 3.000 m³/s a Sisteron;
- el Bléone té un cabal de 960 m³/s en Digne i d'1.150 m³/s a la confluència;
- l'Asse porta 900 m³/s més (amb un flux de 700 m³/s a Mézel);
- el Verdon tenia un flux màxim de 1.400 m³/s a Santa Crotz de Verdon;
- alimentada per aquests afluents, la Durance arriba a cabals de 4000 m³/s a Lei Meas, 4800 m³/s a Manòsca, i 5.500 m³/s a Mirabèu.

Provoca danys per valor de 5,1 milions de francs, en emportar-se alguns ponts penjants que s'havien construït recentment (els de Remollon, que dataven de 1829, de Lei Meas, que datava de 1838, de Manòsca, inacabat, i el de Mirabèu, construït el 1835).

El 1860, dues inundacions van arribar a 4,89 m el 26 de novembre, i després 4.30 m el 8 de desembre. Quatre inundacions es produeixen en 1863, arribant a 5 m el 7 de gener, 3,30 m el 24 de maig, 4,15 m el 26 de setembre i 4,86 m els 12 i 16 d'octubre. La inundació de 1872 es torna a emportar el pont de Malamòrt (1847).
La inundació de 1882 prové de fortes pluges de tardor. Els dies 27 i 28 d'octubre, cauen 81 mm a Ate, 90 mm a Lei Talhadas, 113 mm a Ribiers i 165 a Noyers. El cabal és superior a 5000 m³/s a Mirabèu, i l'alçada del corrent d'aigua passa de 3 m a 6,60 m en menys de 8 hores, baixant a continuació gairebé igual de ràpidament. El mateix fenomen es repeteix el 1886: cauen 541 mm de pluja al departament de Basses-Alpes en un mes (amb precipitacions en un sol dia de 60 a 130 mm), cosa que provoca dues inundacions importants, les del 20 i 21 d'octubre i les del 25 i 26 d'octubre. L'Ubaye té una inundació dues vegades més gran que la de 1882; el Buëch té una inundació superior a la de 1882, amb 1400 m³/s, i la Durance supera els 6 m a Sisteron i arriba als 5.75 m a Mirabèu. A principis de novembre encara ocorren fortes pluges (150 mm a Noyers), i la inundació causa danys a la línia ferroviària PLM i talla rampes d'accés als ponts de carretera. En total, les inundacions de 1886 inunden la plana de Mirabèu al Roine durant més d'un mes.
Fins i tot crescudes menys importants poden ser devastadores: la del 31 de maig i l'1 de juny de 1877 s'emporta el pont de Tallard.

#### Crescudes del segle XX

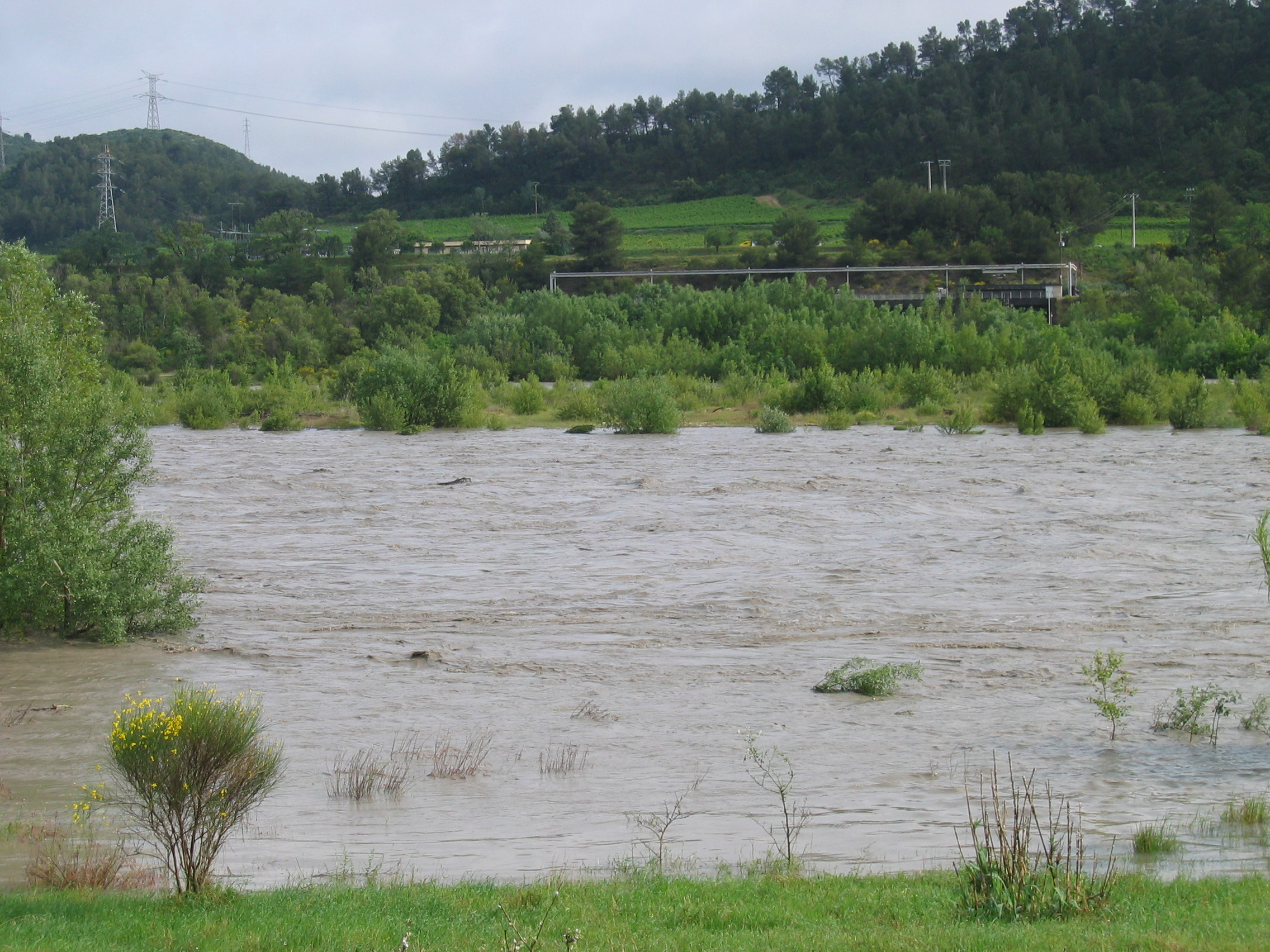
Crescuda de la Durance del maig del 2008

Les infraestructures hidroelèctriques han modificat significativament el règim de les inundacions ordinàries i mitjanes.
D'altra banda hi ha estudis que demostren que no influeixen en grans inundacions:
- d'una banda, perquè les inundacions més violentes de la vall inferior es formen al curs mitjà de la Durance (eix Buëch-Bléone-Verdon), tal com ho demostren les grans inundacions del segle xix, per tant, aigües avall dels grans embassaments (Serre-Ponçon en particular);
- d'altra banda, perquè aquests grans embassaments no es gestionen per aturar les inundacions i el seu volum pot ser insuficient (exemple de la inundació de novembre de 1994 sobre el Verdon, poc modificada per la presa de Sainte-Croix).

Es produïren inundacions significatives el 1957 i el 1994 (2.800 m³/s a Mirabèu el gener de 1994 i el novembre de 1994).

## Morfologia i dinàmica fluvial

### Formacions d'illes a lallerade la Durance
Es formen tres tipus d'illes a la llera de la Durance:
- bancs de còdols, portats per inundacions, i generalment sense o amb poca vegetació;
- els iscles o isclons, bancs de llims fèrtils sobre els quals poden créixer plantes de creixement ràpid (salzes), i que només són arrasades per les fortes inundacions;
- piles de troncs i fusta que han flotat.[49]

Els iscles poden tenir alguns quilòmetres de longitud i fins a 400 a 500 m d'ample. Segons Jean-Marie Gibelin, que es basa en l'estudi dels diferents plans i cadastres del llit, es pot reconstituir el seu cicle de vida així:
- una gran inundació diposita un banc de grava que emergeix al curs mitjà;
- sobre aquest banc, creixen herbes i canyes. La propera inundació es desaccelera en aquest moment, i diposita llims, cosa que permet el creixement del que s'indica com a "bruc" al cadastre;
- progressivament, els arbres poden créixer;
- cauen aquests grans arbres, que, fins i tot en petites quantitats, permeten que el corrent de la inundació destrueixi aquestes illes, primer dividint-les. La destrucció és més important en el moment de la recessió, que erosiona les vores, especialment en aquests talls, i la destrucció augmenta amb cada inundació.

## Ecologia del riu

### Interès ecològic
La vall té l'avantatge d'agrupar molts hàbitats naturals d'interès comunitari, modificats regularment per les inundacions i sofrint influències mediterrànies i de muntanya.
També té un paper important com a corredor biològic, destacat, en particular, a la xarxa verda i blava francesa i la xarxa ecològica paneuropea, i en aquest sentit forma un lloc Natura 2000.

### Ecologia del curs d'aigua
En aigua corrent, en l'actualitat hi ha 150 a 200 espècies de macro-invertebrats, però amb poques espècies de plantes (a causa del règim d'inundació).
La qualitat de l'aigua es considera bona en la vall superior, tot i la inevitable obstrucció amb nombroses preses, que priven la Durance de l'energia necessària per a la càrrega útil de sediments. Aquesta qualitat s'ha aconseguit a través d'activitats de reparació (incloent els tributaris del dilueix i Coulon). Hi ha uns pocs punts negres a la vall mitjana (aigües avall de la fàbrica Arkema a Château-Arnoux, després de la confluència amb el Coulon).
La profunditat de 32 cm de mitjana comporta fortes variacions de temperatura depenent de l'estació (de 0 a 28°C) i segons l'hora del dia (7,5°C d'amplitud a l'estiu i 10°C a l'hivern), que selecciona organismes aquàtics adaptats a aquests canvis.
Les modificacions a la vall i l'espaiament i disminuició de la importància de les inundacions va permetre la colonització de l'espai d'al·luvió per un bosc de ribera de verns i pollancres que és localment un bosc en galeria. El llit, encara que menys humit, encara alberga 110 espècies d'aus a l'any, més de 82 espècies d'aus migratòries que troben les àrees de descans i alimentació i, de vegades la reproducció. La diversitat d'aus va augmentar després de l'ordenació del territori, però és probable que abans hi hagués hagut una diversitat superior, així com poblacions més grans per a algunes espècies.
També es troben en el Durance o adjacents al voltant de 75 espècies de mamífers, incloent el castor europeu, la rata d'aigua, la musaranya aquàtica, moltes espècies de ratpenats: ratpenats de bosc (Barbastella barbastellus), ratpenats de musell llarg (Myotis myotis), ratpenats de ferradura grossos (Rhinolophus ferrumequinum), ratpenat de cova de Schreibers (Miniopterus schreibersi), ratpenats de musell agut (Myotis blythii), ratpenats de ferradura petits (Rhinolophus hipposideros), ratpenats d'orelles dentades (Myotis emarginatus) ratpenats de peus grossos (Myotis capaccinii). També s'hi troben espècies introduïdes que s'han convertit en invasores com el coipú i la rata mesquera, més recentment arribats. La llúdriga podria haver desaparegut recentment o seria molt residual.
Les poblacions d'algues i plantes aquàtiques (100 espècies en mitjana i baixa Durance) i d'invertebrats aquàtics (77 espècies) són menys variades que abans de l'ordenació territorial (en comparació amb els de l'Asse i el Buëch). Les ludwigia, espècies de plantes invasores, apareixen gradualment (des de 1986) en aigües estancades (graveres, estanys, oxbows).
Abans de l'ordenació del riu hi havia diverses espècies migratòries amfihalines (que viuen alternativament al mar i en aigua dolça) com les anguiles, l'alosa o la llampresa de mar, espècies que ara estan bloquejades a la part inferior de la Durance pels guals i preses. Encara hi queden algunes espècies patrimonials: a més del blageon i la madrilla (Parachondrostoma toxostoma), encara s'hi troba la perca asper del Roina (peix en greu perill de desaparició) i el gatet (Cobitis taenia) segueix sent significativament present. No obstant això, la sedimentació i la manca d'oxigen comprometen la reproducció de les  truites. Fins fa poc encara s'hi havia vist la llampresa de Planer, però potser ja ha desaparegut.

### Espècies presents a la vall
A més de la fauna i la flora específicament relacionades amb el riu, podem observar:
- a la vall alta de la Durance, la presència freqüent d'una espècie d'arna, la Graellsia isabellae Graells, protegida;[57]
- la presència d'espígol i sajolida a partir de Montdaufin.[57]

### Contaminació
Les primeres grans contaminacions de la Durance es remunten a la instal·lació de la planta de fabricació d'armes químiques i alumini a Saint-Auban, durant la Primera Guerra mundial. A les dècades de 1920 i 1930, tots els residus de producció es llençaven al riu, i la bauxita feia que el Durance quedés de color vermell.
Les proves dutes a terme durant la dècada de 1970 mostren que la contaminació de la Durance es va mantenir predominantment d'origen industrial aigües avall de Saint-Auban, excepte en les aglomeracions urbanes. Les descàrregues de la planta Péchiney de Saint-Auban contaminen el riu al llarg de més de 20 quilòmetres, tot i la depuració, que en aquell moment només cobria menys de la meitat de l'aigua contaminada. Després, la contaminació reapareix a partir de Manòsca, composta principalment de productes químics agrícoles i d'aigua de lixiviació dels dipòsits de fueloil.
A mitjans de la dècada de 1970, la situació no va millorar en general: la contaminació de l'aigua dificulta enormement la reproducció de peixos aigües avall des de la confluència del Luye (que aportava els hidrocarburs i la contaminació de Gap), aigües avall de Sisteron, i al llarg de tot el curs mig de la Durance, entre la confluència de la Bléone i la confluència del Verdon. La supervivència dels peixos es troba amenaçada aigües avall des de la confluència de Bléone per les descàrregues químiques i tòxiques de la planta de Saint-Auban. Mentre que el riu quedava contaminat aigües avall de Cadarache, la situació semblava generalment controlada fins a la confluència amb el Roina. Els objectius de remediació eren de qualitat 1A (tots els usos possibles) aigües amunt de Sisteron, i 1B de Sisteron a Avignon.

## Història
La Durance ha tingut un paper molt important en la història de la Provença, i ha contribuït enormement al creixement econòmic i demogràfic de la regió de Marsella, després d'haver estat una barrera a la circulació durant segles.

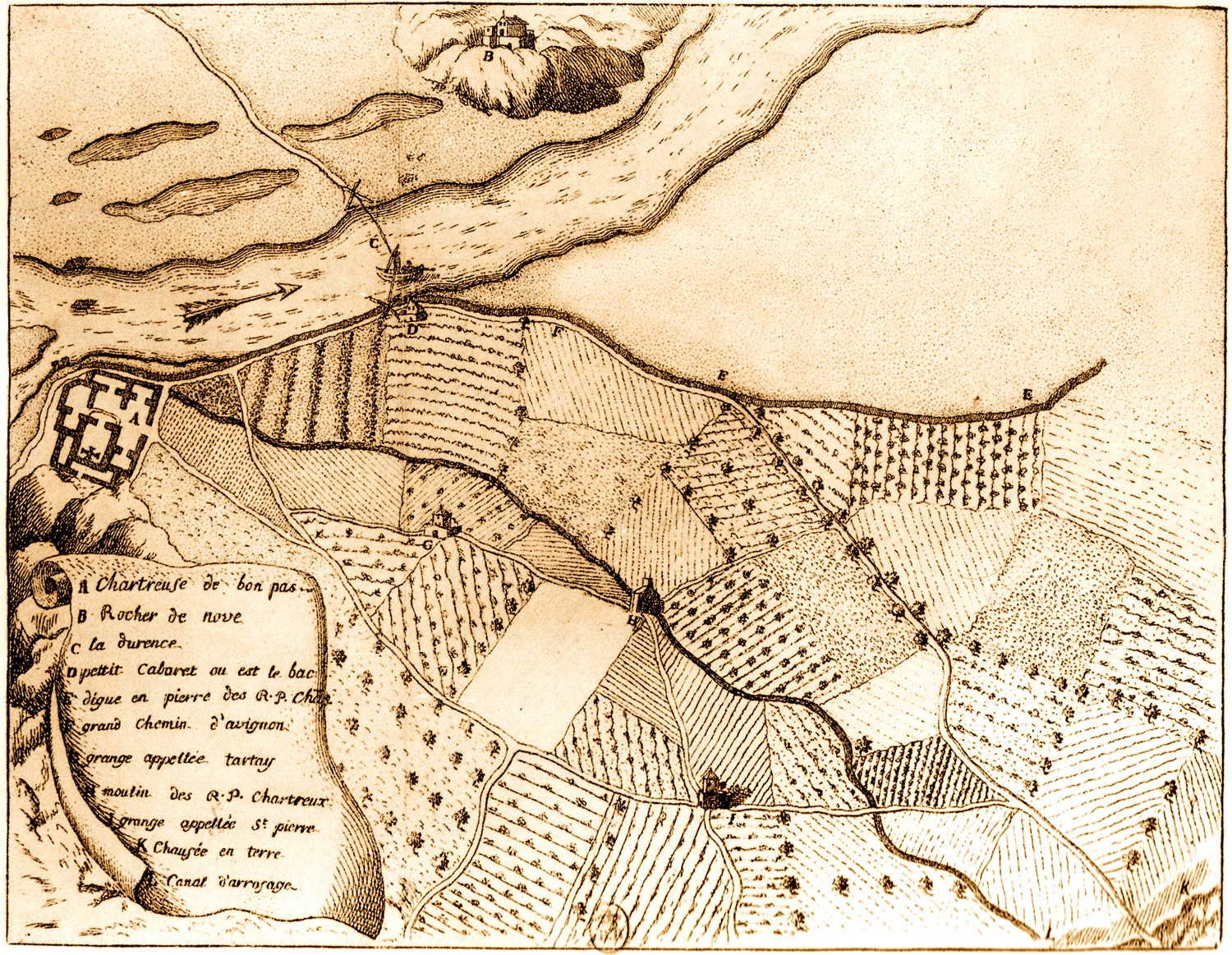
El transbordador entre Nòvas i la Cartoixa de Bonpas

Les excavacions de rescat que van tenir lloc durant la construcció de l'autopista A51 van revelar alguns llocs prehistòrics i antics.
Des de l'antiguitat fins al segle xix, la Durance era coneguda per ser difícil de travessar, les seves brutals inundacions i un flux inconstant. L'amplada del seu llit, la força i la poca profunditat del seu corrent, i els canvis de curs després de les inundacions, feien que travessar-la en un gual o un transbordador, així com la navegació fluvial, fos una tasca delicada (tot i tenir una altura d'aigua relativament important en períodes d'aigua alta). De vegades calien transbordadors diversos per travessar els diferents braços o canals i s'havia de reconstruir amb freqüència el cable del transbordador. Els bancs inestables i de vegades abruptes dificultaven la instal·lació i l'accés als transbordadors. Els guals eren difícils d'establir, i sovint es destruïen: els únics duradors són els de Mirabeau i Pertuis, inutilitzables en períodes d'inundacions.

### Antiguitat

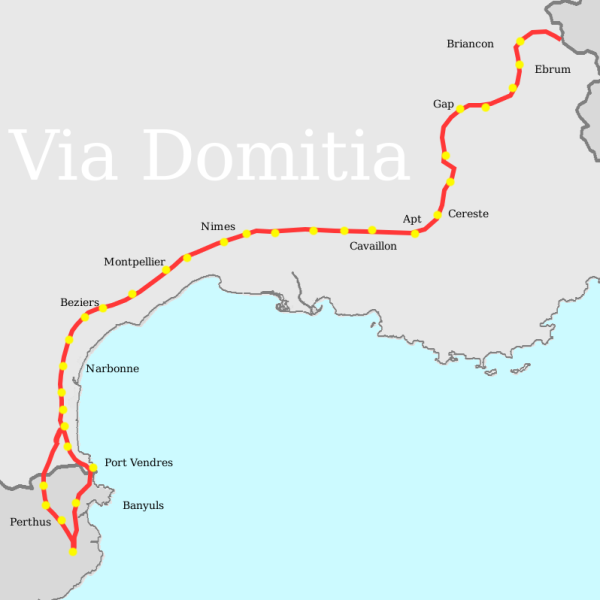
La via Domícia travessava la Durance a Cavaillon

En l'època preromana, la Durance feia de frontera entre diversos pobles celtes establerts al llarg del seu llit, com els cavars (Cavaillon) i els sal·luvis.
La vall de la Durance és una via de pas a través dels Alps, que aprofita la Via Domiciana; es construeix una estàtua de Janus a Montgenèvre, punt de pas entre la Gàl·lia Cisalpina i la Gàl·lia Narbonesa. Estrabó (segle i) indica que s'havia instal·lat un transbordador a Cavaillon, i que la gran calçada romana entre Itàlia i la península Ibèrica només travessava la Durance a Cavaillon i a Sisteron. Hi devia haver uns quants transbordadors a Cavaillon, per la importància del punt de pas (també s'ha trobat un moll d'embarcament tallat a la roca). Hi havia un pont a Sisteron. Se suposa que d'altres transbordadors devien permetre travessar-la, com està documentat a partir del segle xi, especialment a l'alçada de Pertuis, una ciutat el nom de la qual conserva la memòria d'aquesta funció.
Era difícil de travessar (excepte a Sisteron, on el seu curs s'estreny entre les dues ribes rocoses), però no obstant la Durance era navegable. Els baix relleus de Cabrieras d'Egues ho demostren, el riu s'utilitza per transportar diversos productes líquids (vi, oli d'oliva), i els gal·loromans utilitzaven vaixells tibats per cordes (en llatí helciarii) i ajudats pel vent per remuntar el corrent. Diverses empreses especialitzades asseguraven aquest transport: els nautes tenien el monopoli del transport en grans rius i utilitzaven barcasses, els utricularii el tenien als rius petits i als aiguamolls, i utilitzaven rais que flotaven sobre odres inflats. Dues corporacions d''utricularii es trobaven a Sisteron i a Riez.
Aquest comerç alimentava l'activitat d'un important port, prop de la cruïlla de Sisteron, en un lloc anomenat le Bourguet, a L'Escala: el port existia abans de la conquesta romana, però va ser millorat el segle i, va conèixer la prosperitat fins a la crisi del segle III, abans de retornar a l'activitat econòmica fins a principis del segle cinquè.

### Edats Mitjana i Moderna

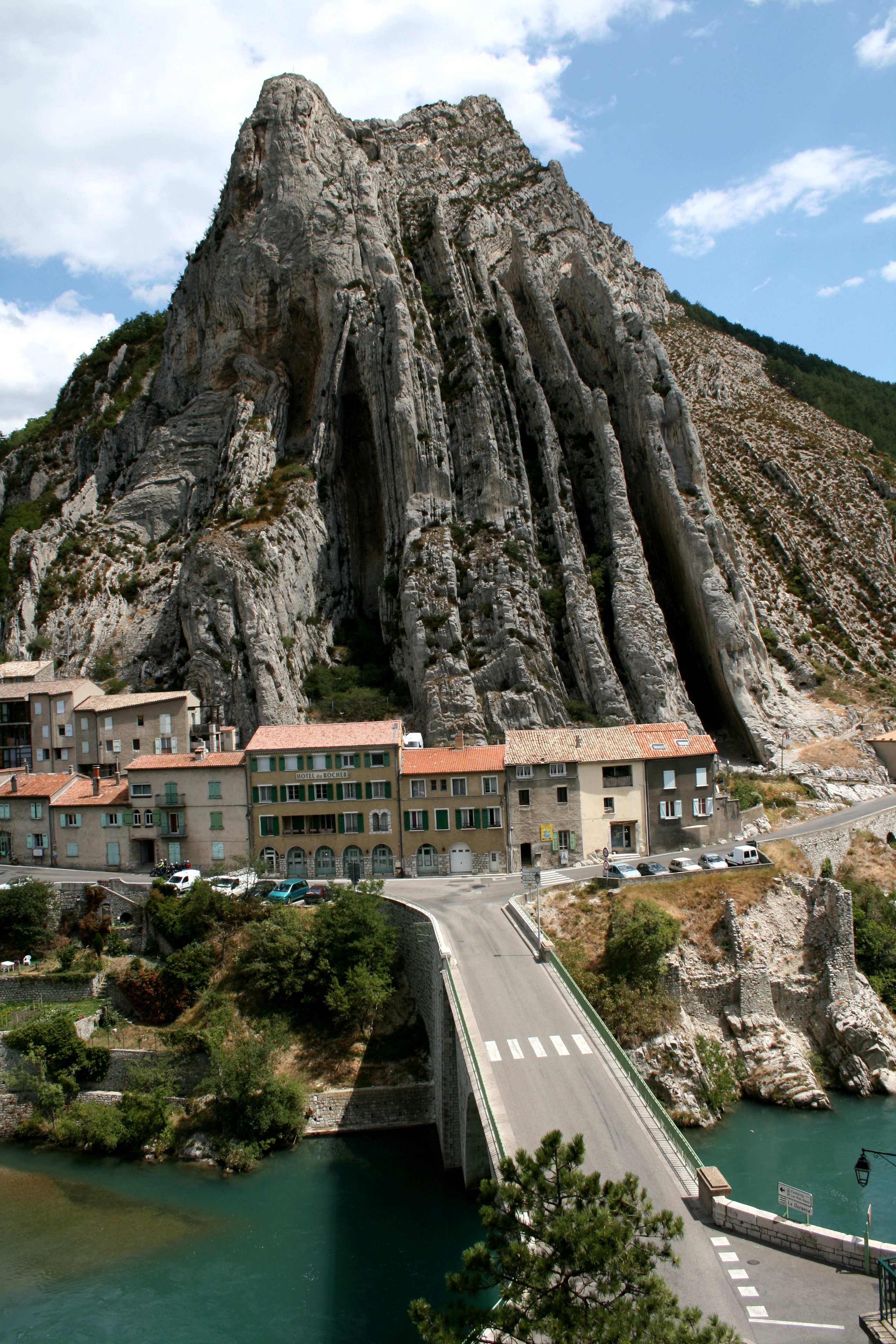
Pont sobre la Durance entre Sisteron i la Baume

Al final de l'antiguitat, la Durance, difícil de creuar, serveix per dibuixar les fronteres. L'any 470, marca el límit de l'avanç cap al sud dels burgundis. Quan Ròmul Augústul va ser deposat el 476, el territori cap al sud i l'est de la Durance queda en poder dels visigots. Els burgundis, ja assentats al nord i a l'oest del riu, ocupen el sud de Provença a la mort del visigot Euric l'any 483. El 526, Amalasunta, reina dels ostrogots va donar al rei dels burgundis Godomar III la porció de terra entre l'Isère i la Durance, que es converteix en la nova frontera entre ells dos reialmes.
En plena Edat Mitjana, el comtat de Forcalquer s'estén al llarg de la Durance, de Cavaillon fins a La Ròcha de Rama prop d'Embrun. És precisament mitjançant un estat de danys del comte Guillem III de Forcalquer en el qual afirma el seu dret a Pertús l'any 1119 que sabem que es navegava per la Durance durant l'Edat Mitjana. Des dels segles XII al XIX, el riu es va utilitzar per transportar troncs surant, tallats als Alps (especialment pels monjos de l'Abadia de Boscodon per privilegi atorgat el 1191) que després s'utilitzen en les ciutats de les terres baixes i les drassanes.
Altres mercaderies es transporten per la Durance, principalment sal, mercaderies els preus de les quals augmenten a mesura que passen pels deu peatges establerts al llarg dels 300 km del riu a Savina, La Breula, Alamont, Lo Poet, Sisteron, Lei Meas, La Brilhana, Sant Pau de Durènça, Malamòrt i Orgon; J. Billioud estima que l'any 1587 el preu de la fusta es multiplicava per quinze entre el seu lloc de tala, Boscodon i Marsella.
El pont de Sisteron, construït durant l'Edat Mitjana, fou fins a mitjan segle xix l'únic pas permanent d'un costat a un altre de la Durance.
Després de l'any mil, el nombre de transbordadors (ja presents abans) augmenta: es tracta de transbordadors de cable (equipats amb un pal que s'aguanta s'obre un cable, la tralla, que s'estén entre les dues ribes del curs principal). El més antic conegut és el que va de La Ròca d'en Tarron a Cadenet (a Gontard), documentat des de 1037. Al segle xi encara existeix el de Pertús.
Posteriorment, es multipliquen les evidències de l'existència de transbordadors, principalment a Rognonas, La Brilhana (segle xiii), Nòvas, Orgon, Lo Pueg, Mairarga, Pertús, Peiròla, el Cant Perdrix a Mirabèu, Manòsca, Giropey, Castèuarnòs e Sant Auban, Sant Pèire de Bagarri, Volona, o la cartoixa de Bonpas, a Caumont. Els principals són els de Cadenet i Mirabèu, que utilitzaven els ramats d'ovelles en transhumància. Altres transbordadors s'instal·len per alimentar els molins construïts a finals del segle xviii a Lo Poet, Upais i Claret.
No obstant això, el servei en transbordador segueix sent inferior al del Roine (un cada 9 a 11 km de mitjana, enfront d'un cada 5,2 quilòmetres al Roine). A partir del segle xii, també es construeixen ponts de fusta, que duren més o menys temps:
- a Maupas (actual Bonpas, a Caumont), des de finals del segle xii fins a la seva destrucció pel comte de Tolosa el 1241;
- a Mirabèu, a principis del segle xiii, prop de Sainte-Madeleine-du-Pont;
- a Savina, el pont més popular de l'alta Durance (segle XV).

L'antic pont de Sisteron es reconstrueix el 1365. Vauban confirma la dificultat d'establir un pont negant-se a construir-ne un a Cadenet.
Una important xarxa de canals de reg es desenvolupa, alguns dels quals desvien una petita part del cabal cap a Arle (canal de Craponne) i la plana de la Crau.

### Segle XIX
Fou durant aquest segle que es van produir les inundacions més violentes: 1843, 1856, 1882, 1886 (vegeu més amunt) i quan es van començar a utilitzar la ciència i la tecnologia moderna per aprendre sobre el riu i facilitar-ne el pas.
L'any 1850 es duen a terme mesures que permeten conèixer amb precisió l'amplada del llit del riu: 1200 m a Lei Meas, 1600 m a Manòsca, 2000 m a la confluència amb el Verdon.
L'any 1856, una crescuda de les que han de passar només un cop per mil·lenni inunda tota la conca del riu Durance, des de Sisteron fins a la seva confluència a Avinyó. S'emporta les terrasses al·luvials conreades, trenca els dics i destrueix els canals. Els sindicats de regants i els serveis locals de Ponts i Carreteres demanen una resposta excepcional a l'Estat. Es crea el primer servei de l'observació d'un riu, el Servei Especial de la Durance, per estudiar la hidrologia del riu, seguit de la instal·lació de fites quilomètrices a partir de 1868, des de la confluència amb el Verdon fins a la del Roine. Aquestes fites permet l'anivellament i la cartografia de les zones inundables.
La construcció a mitjans del segle xix del canal de Marsella, que capta aigua de la Durance, ha permès a l'aglomeració de Marsella desenvolupar-se molt ràpidament. Molts ponts van ser construïts o reconstruïts, notablement els de Volona, Manòsca, Mirabèu, Pertús i Cadenet, alguns són ponts penjants.

### Seglexx: les instal·lacions hidroelèctriques
L'ús de la Durance com a mitjà de transport disminueix amb la competència de la carretera, i s'atura definitivament amb la del ferrocarril. Només queden 10 raiers el 1896, i només un el 1908 (vegeu també la secció Cultura).
Els desenvolupaments hidroelèctrics, amb la construcció de la cadena de preses de la Durance, Verdon i Buëch i Bléone, han tingut els impactes econòmics més grans i visibles del paisatge. La major part del flux s'ha desviat als canals aigües avall de Serre-Ponçon, i només circula al llit natural un flux reservat de 2 a 5 m³/s, que corresponen a 1/40 del cabal natural. El llit s'ha anat fixant i la vegetació comença a créixer allà on l'aigua ja no flueix. Gràcies als embassaments de Serre-Ponçon i Sainte-Croix, que poden retenir més de 2 mil milions de tones d'aigua, el reg és possible a l'estiu durant els anys més secs. Els cossos d'aigua han contribuït a desenvolupar l'economia local a través del turisme d'estiu.

## Instal·lacions al curs de la Durance

### Ponts principals
Alts Alps
- Pont de Savina al llac de Serre-Ponçon (RN 94) (longitud 924 metres).

Alps d'Alta Provença
- Vell pont de la Baume a Sisteron

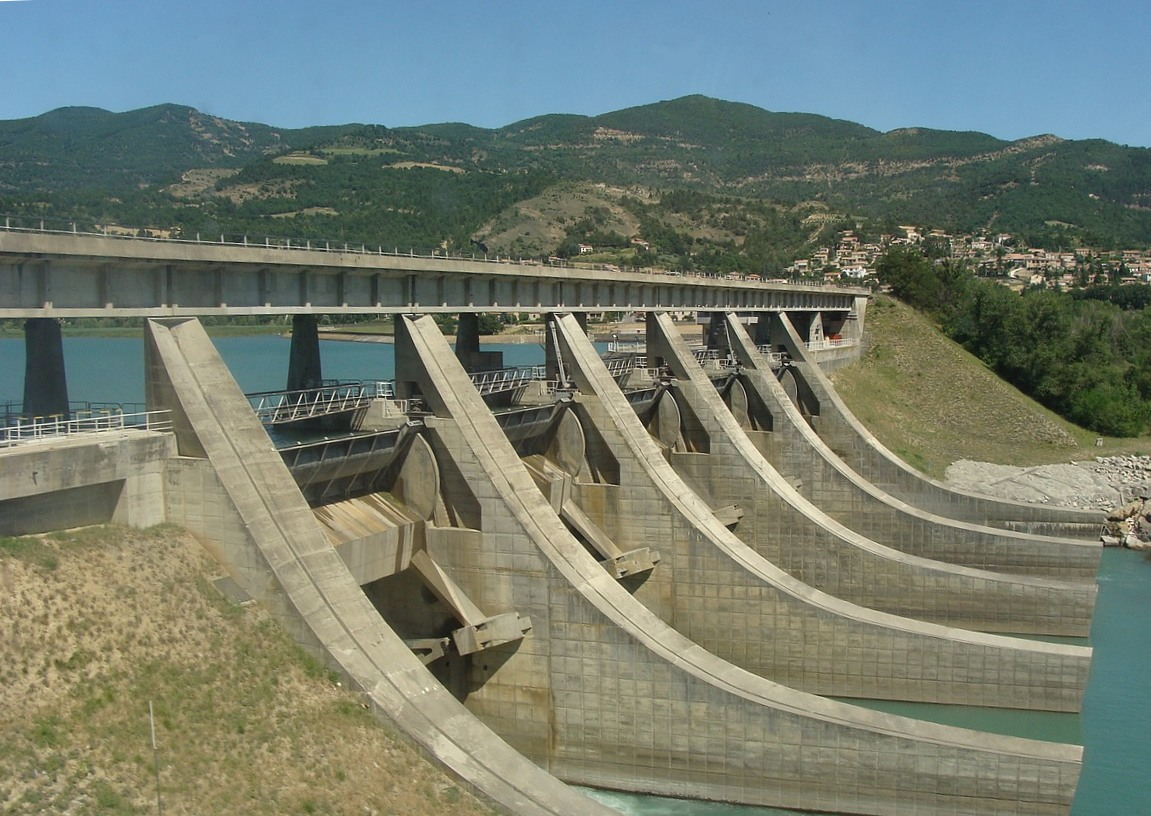
El pont-presa de l'Escala

- Viaducte de l'autopista A 51 al sud de Sisteron
- Pont-presa de l'Escala (RN 85)
- Viaducte ferroviari de la línia Sant Auban - Dinha
- Pont metàl·lic amb bigues en gelosia de Lei Meas (D 4a)
- Pont de La Brilhana (D 4b)
- Pont canal a Vilanòva (canal EDF).
- Pont de Manòsca (D 907)
- Pont de Venterol (D 4)

Entre la Valclusa i Boques del Roine
- Viaducte de l'A 51 entre Beumont d'Ate i Cadarache
- Pont de Mirabèu (antiga RN 96)
- Pont penjant de Pertús (Valclusa)
- Pont penjant de Malamòrt

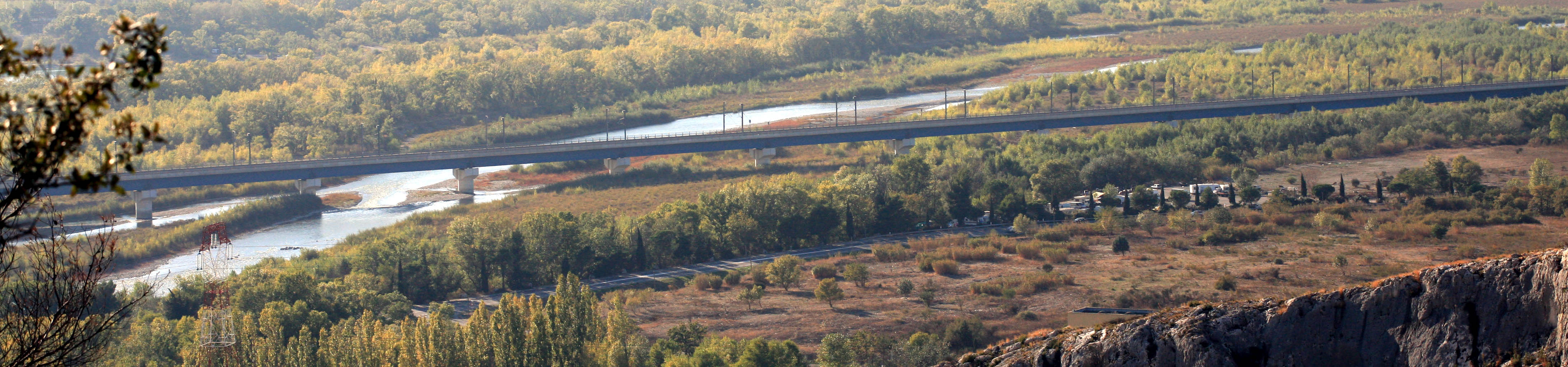
El gran viaducte de la línia d'alta velocitat de Cavalhon

- Els tres viaductes de la LGV Mediterrani a Cavalhon (longituds 940, 900 i 1500 metres)
- Viaductes bessons de la RN 7 i de l'A7, a Bonpas
- Pont penjant de Ronhonaç (D 970) au sud d'Avignon
- Viaducte ferroviari de la línia de París-Lió a Marsella-Sant Carles al sud d'Avinyó.

Pont de Bonpas
Pont de Mirabèu
L'estrenyiment de la Durance a la localitat de Mirabèu, on el riu s'obre camí entre dos penya-segats escarpats de pedra calcària, el congost de Canteperdrix, és un antic lloc de pas i ha donat lloc a la construcció de no menys de tres obres successives, que van succeir els transbordadors de cable. El primer intent de construir un pont es remunta al segle xv. Els diversos "Pont de Mirabèu" que van ser construïts van ser destruïts totalment o parcialment quatre vegades el 1440, 1635, 1843 i 1881 per desbordaments del riu. Els pilars que es reprodueixen normalment són els del pont construït el 1835 per Jean-François Théophile Sauzet, que són monuments històrics catalogats.

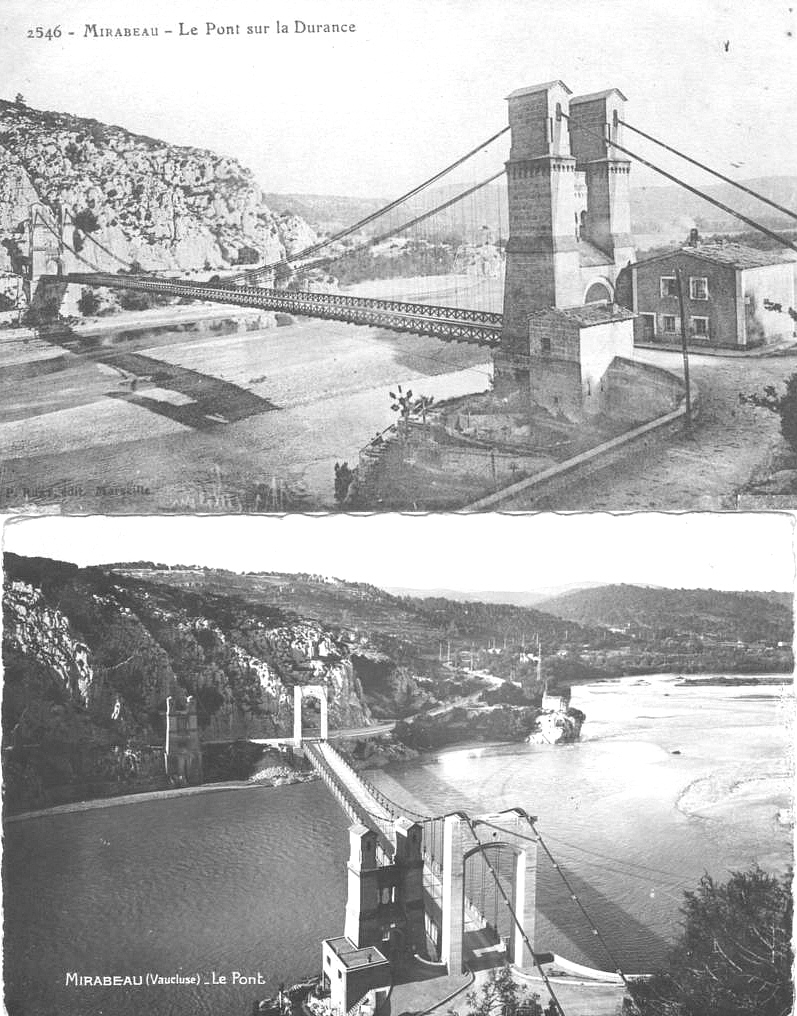
Els dos ponts antics de Mirabèu

El 1935 fou substituït per un nou pont penjant, que fou sabotejat el 1944 i reconstruït el 1947. El pont actual data de 1987.

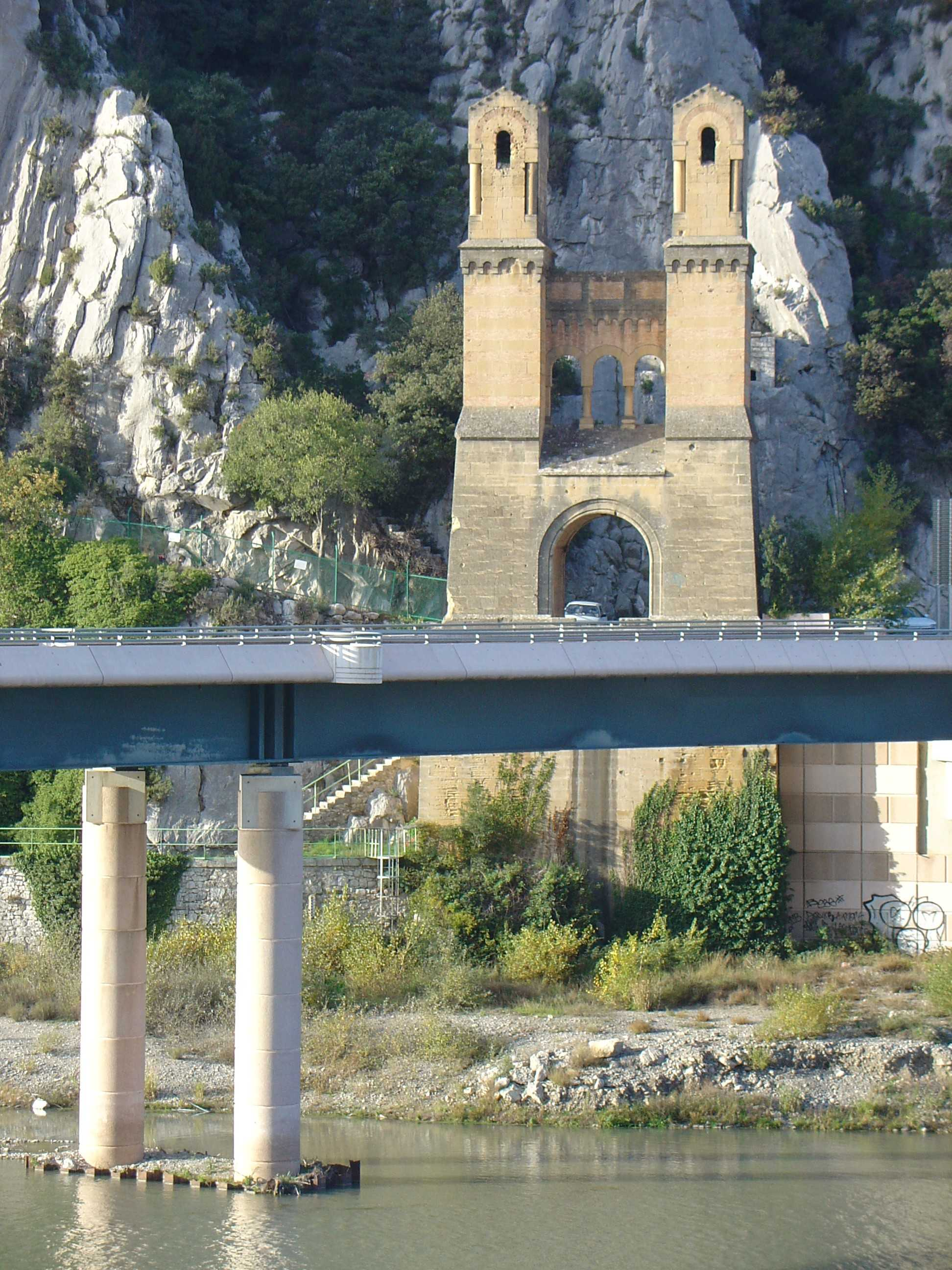
El pont modern, un pilar del pont vell i el penya-segat de Canteperdrix

### Dics de ribera
Per protegir-se de les inundacions devastadores (que de vegades s'emportaven tot un tros de riba amb el poble que hi havia), els habitants d'Avinyó construeixen dics a partir del s. XV. Es produeixen altres intents fins al s. XIX: el seu principal punt en comú és la manca de coordinació, i la seva falta d'èxit, fins i tot després de la creació d'una Comissió Conjunta per preparar plans anuals de contenció mitjançant el Reial Decret de 1825.
Durant l'Antic Règim, sovint s'utilitzen cassetons de fusta omplerts de pedres, i després gabions, més eficaços i més fàcils d'aplicar: es tracta de cistelles de vímet o salze, de forma cònica amb la banda punxeguda apuntant cap al llit del riu, que s'omplen (sempre de pedres) al costat de la riba. Però ni els uns ni els altres no resisteixen gaire temps a les inundacions.
La primera proposta de contenció general de la Durance la fa Bérenguier, habitant de Manosque, i data de 1778. Durant el segle següent s'emprenen nombrosos estudis, incloent-ne un de 1839 que és rebutjat definitivament per París l'any 1851 davant l'oposició, paradoxal, dels habitants de tots dos bancs, que consideren que la proposta i les seves variants beneficien el veí (del davant, d'aigües avall, o d'aigües amunt). Els projectes de conteniment parcial també fracassen (incloent el de més amunt del pont de Lei Meas durant la dècada de 1860, que encara l'any 1888 marca la campanya municipal).
Els desenvolupaments finalment assolits solen ser rares vegades duradors a la vall de la Durance mitjana:
- els espigons en T establerts per la comuna de Valençòla són arrasades entre 1860 i 1863;[41]
- els espigons instal·lats en col·laboració per les comunes de Vòus i Manòsca són arrasats per les inundacions de 1860.

En canvi, els terraplens amb espigons i dic instal·lats a la baixa Durance, on el corrent és menys fort (Valclusa i Boques del Roine), tenen bons resultats, i fins i tot han inspirat els projectes anteriors.

### Canals
En un altre sentit, des de la mateix època, s'utilitza l'aigua de la Durance per regar les terres veïnes, i més endavant subministrar aigua a tota la Provença. El primer canal conegut és el canal de Saint-Julien, excavat l'any 1171. Segueixen els d'Adam de Craponne (50 km excavats en nou mesos l'any 1554 de Silvacana a Arles), el de les Alpilles (o Alpines), el de Marsella, el de Carpentràs, de Manòsca, Ventavon i centenars d'altres més petits per un total de 540 km excavats des de finals del segle xvi fins a finals del segle xix.

#### Canal de Marsella

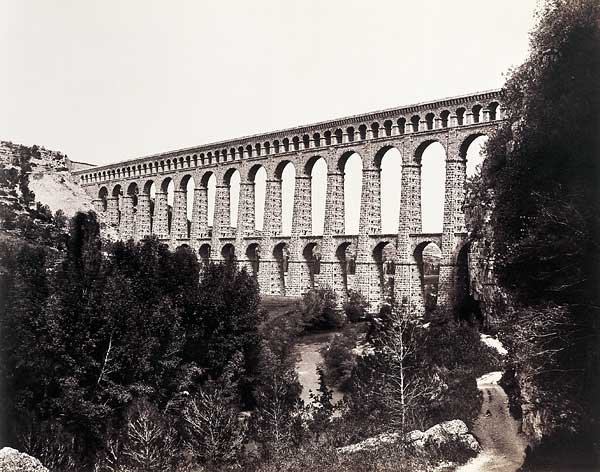
L'aqüeducte de Roquefavour, sobre el riu Arc, principal obra d'art del canal de Marsella.

De 1839 a 1854, l'enginyer Franz Major Montricher construeix un canal per subministrar aigua potable a la ciutat de Marsella.
La presa d'aigua inicial es va situar a la Durance a nivell del pont de Pertús, a una altitud de 185 metres, i a 50 quilòmetres en línia recta des de Marsella. A partir d'aquí, el canal es dirigia cap a l'oest per sota Lo Pueg de Santa Reparada. Quan es va construir el gran canal EDF, que duplica la Durance des de Serre-Ponçon fins a Selon de Provença i l'estany de Bèrra, la presa d'aigua del Canal de Marsella es va traslladar al propi canal EDF, després de Sant Estève de Pertús. A partir d'aquí, el canal segueix una ruta turmentada de 80 km de llarg, incloent 17 km subterranis, fins a Marsella. El canal és de ciment, les obres aèries són de pedra o de pedra i maons. El cabal de l'obra és de 10 m³/s, i el pendent de 0.36 m/km.
La Durance encara subministra avui dos terços dels recursos aquàtics de la ciutat de Marsella.

### Instal·lacions hidroelèctriques
L'ús de la força motriu de la Durance per produir electricitat va començar el 1908 amb la construcció d'una planta a La Brilhana per l'empresa Énergie électrique du littoral méditerranéen (per comercialitzar-la a la costa), seguida el 1909 per l'empresa Pechiney, que va construir a L'Argentièra una central per les necessitats de la seva planta d'alumini; el mateix 1909, la planta es construeix la fàbrica de Ventavon. Alguns molins, establerts en canals de derivació, ja utilitzaven aquesta força per a altres usos. La tècnica de la canal de derivació s'utilitza sovint per moure les turbines de les centrals: les de Ventavon i de Lo Poet s'instal·len en un canal comú, i el canal de La Brilhana alimenta les de la Brilhana, Le Largue i Santa Túllia. Altres centrals elèctriques es construeixen durant la primera meitat del segle XX: Les Claux i Champcella-Le Fournel.
No obstant això, el potencial hidroelèctric encara queda en gran part sense explotar, en part a causa del règim del riu: les aigües altes es produeixen a la primavera, mentre que la demanda màxima és a l'hivern (i les necessitats de reg són importants a l'estiu). Les instal·lacions permeten augmentar la producció hidroelèctrica a la Durance i subministrar directament la Provença, pobre en unitats de producció.
El 1955, es va aprovar una llei per a l'ordenació del conjunt Durance-Verdon. En aquest context, s'encomanen tres missions a EDF:
- la producció d'electricitat;
- l'abastament d'aigua per a cultius (regadius) i ciutats;
- el control d'inundacions.[98]

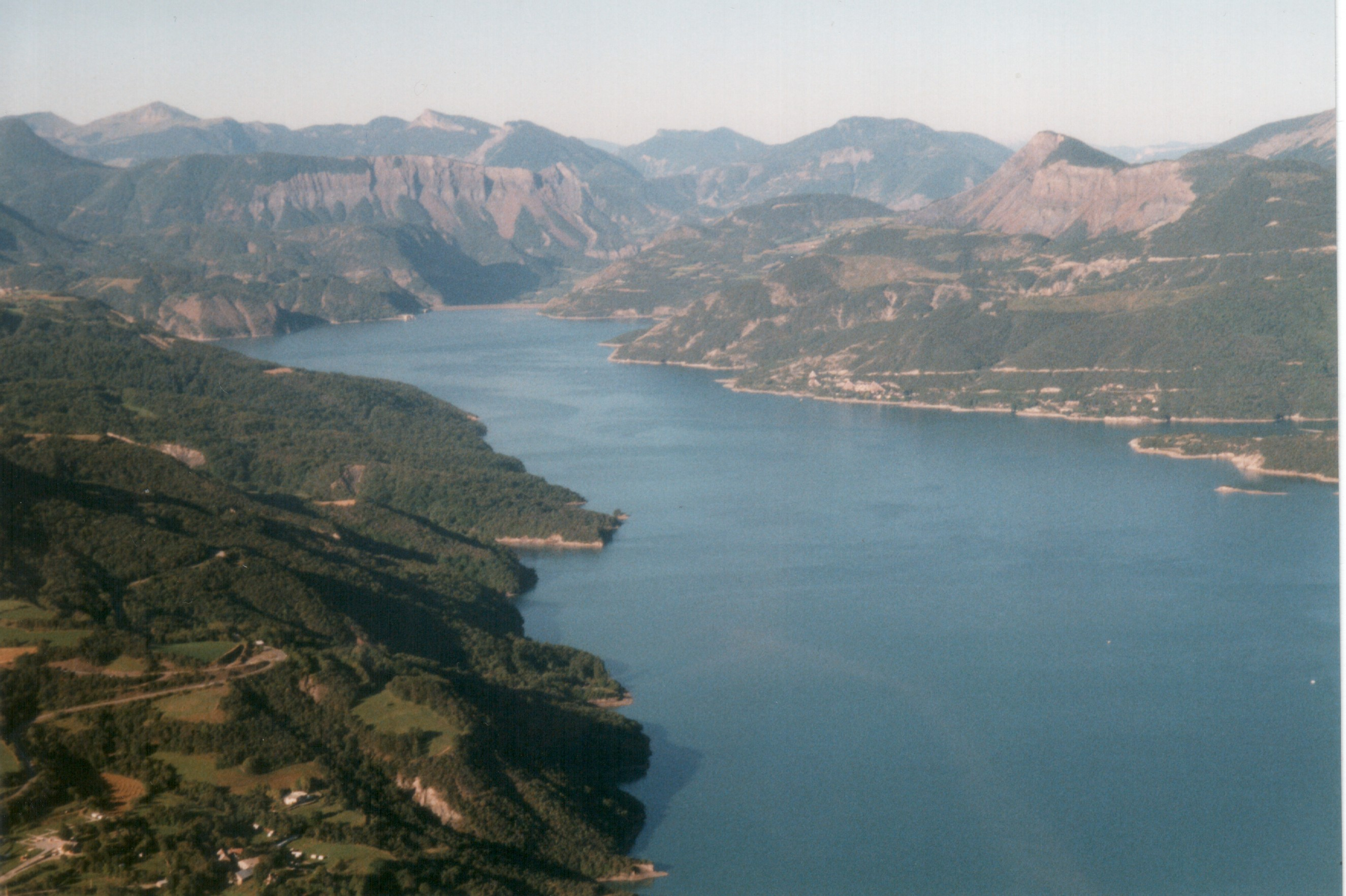
Vista aèria del llac de Serre-Ponçon l'agost de 1997

Aquest programa ha comportat, al llarg d'un període de 40 anys, la construcció de 23 embassaments i preses d'aigua (de les connexions aigües amunt de Claux a l'Argentièra fins a la de Malamòrt passant per l'embassament de Serre-Ponçon), del canal EDF de la Durance, que alimenten 33 centrals hidroelèctriques i diverses estacions de control.

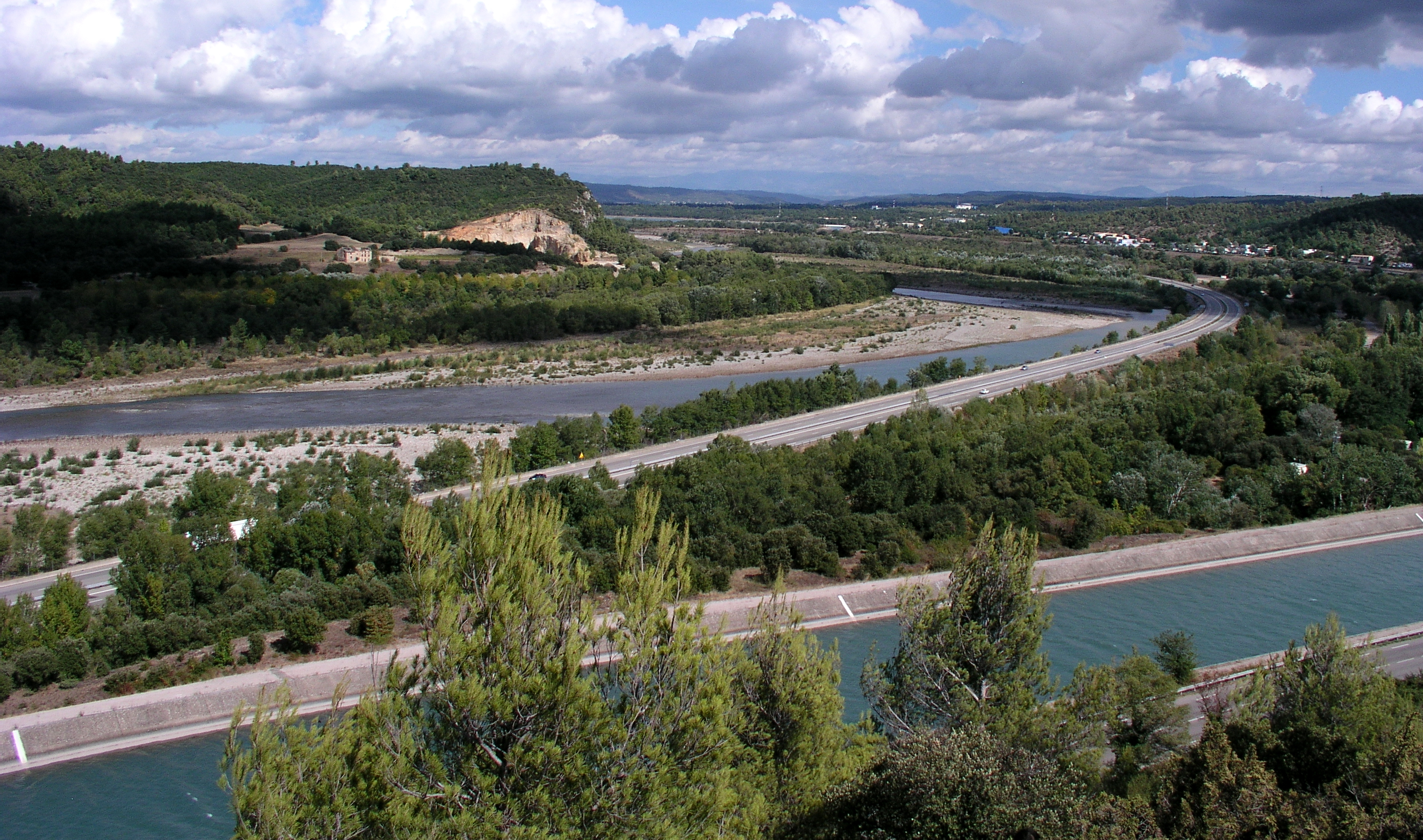
La vall i el canal EDF de la Durance abans de la vall de Mirabèu

Aquest programa és un èxit gairebé complet:
- el complex Durance-Verdon produeix de 6 a 7 mil milions de kWh per any (10% de la generació d'energia hidroelèctrica a França);
- els embassaments proporcionen aigua potable per a tota la regió i irriguen tota la Provença (una tercera part del reg de França);
- els llacs són una atracció turística (Serre-Ponçon atreu el 10% dels turistes que van als Alts Alps);
- encara que el flux està regulat, i les inundacions baixes i mitjanes són controlades perfectament, les instal·lacions no tenen cap efecte sobre les inundacions més importants, com ho va demostrar la inundació de 1994 (3000 m³/s a Cadarache).[27] De fet, l'embassament de Serre-Ponçon regula únicament el curs superior de la Durance, i no juga cap paper en els afluents, el paper dels quals és important per a la formació de grans inundacions. Totes les altres preses són només d'ingesta d'aigua. Només el flux del Verdon està controlat per l'embassament de Sainte-Croix (si en el moment de la inundació existeix capacitat d'emmagatzematge).[100]

### Canals d'aigües braves

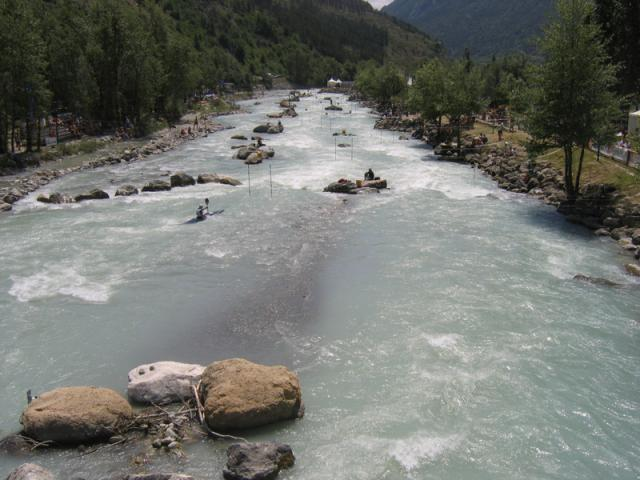
L'estadi Michel Baudry a L'Argentièra

S'han creat dos canals d'aigües braves al llit de l'alta Durance, que permeten la pràctica de l'eslàlom i esports d'aigües braves:
- L'estadi Michel Baudry a L'Argentièra
- L'estadi de Sant Clamenç de Durença

### Impacte de les instal·lacions
La Durance tenia un cabal natural mitjà de 188 m³/s i un règim fluvial de tipus mediterrani, però els desenvolupaments hidràulics han canviat el seu curs. A part d'un cabal reservat molt reduït, la major part de l'aigua circula pel canal EDF que corre al costat del llit natural del riu principal per passar per una sèrie de plantes hidroelèctriques. Aquest canal fabril té una capacitat de fins a 250 m³/s. Com a resultat, durant les inundacions, l'aigua excedentària reprèn de nou el llit natural, ja que els embassaments són clarament insuficients per emmagatzemar tanta quantitat d'aigua (principalment Serre-Ponçon, però també els grans embassaments del Verdon, el seu principal afluent).

## Gestió
El Sindicat de Desenvolupament Mixt de la Vall de la Durance, l'àrea d'intervenció del qual s'estén des de Serre-Ponçon fins al Roine, és l'estructura de gestió del riu. És concessionària del domini públic fluvial (DPF) de la Baixa Durance però també intervé en el DPF de l'Estat a la Durance Mitjana. Actua principalment en les següents àrees: gestió d'inundacions, millora de la seguretat, transport sòlid, conservació i gestió del patrimoni natural, gestió de diferents usos. És un establiment públic territorial de conca.

## Economia
Des de la dècada de 1950, el llit de la Durance va proporcionar àrids molt durs, usats per a la capa de circulació de les carreteres i per ciments resistents. La majoria dels llocs d'extracció s'estan tancant.
Igualment, les poques plantes que utilitzaven l'energia del riu han tancat (planta d'alumini de l'Argentièra) o estan en procés de tancament (Arkema a Sant Auban).
Finalment, és a la vall de Durance, a Cadarache, on s'està construint el reactor de fusió nuclear experimental, ITER.

## En les arts i la cultura

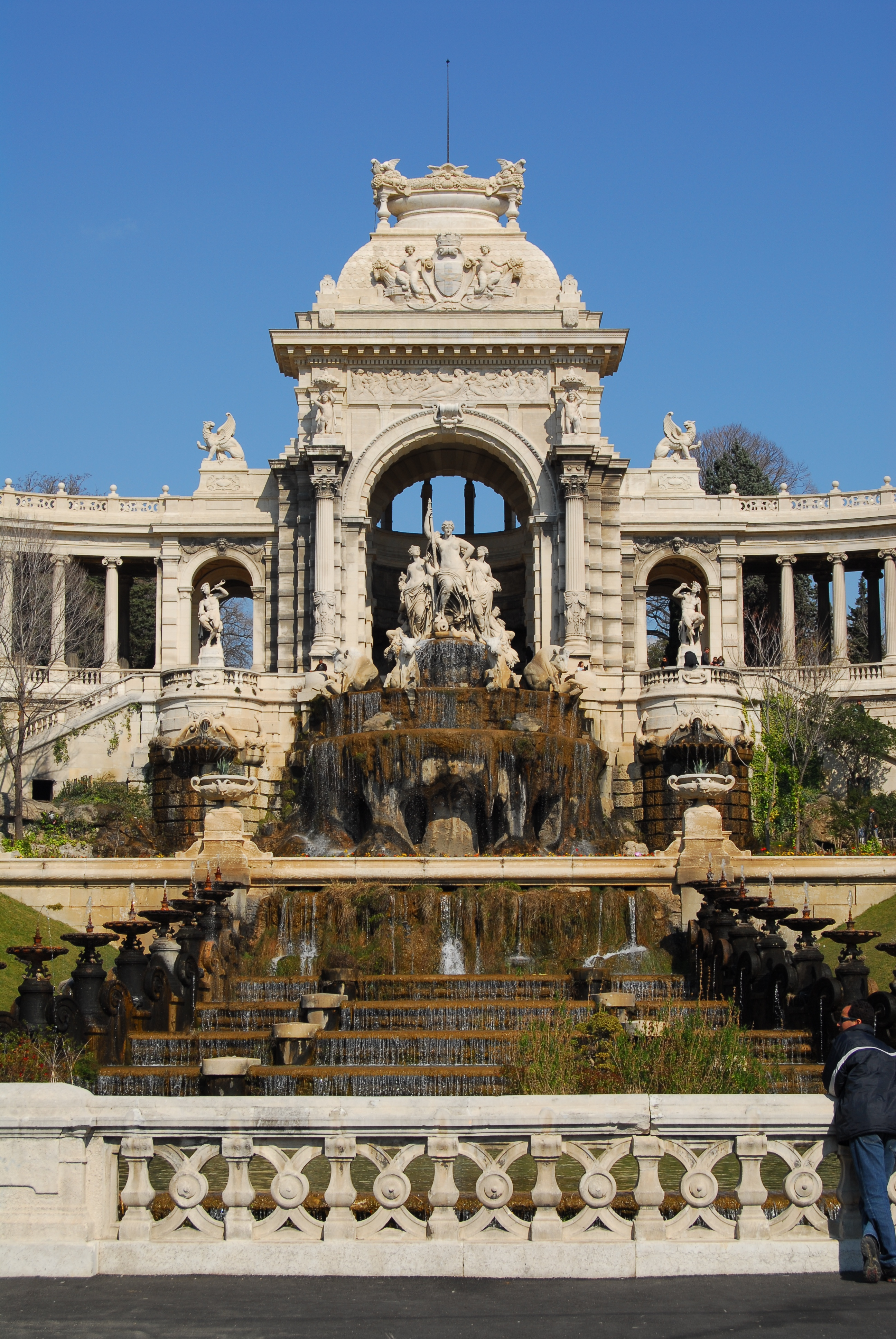
El palau Longchamp a Marsella

La Durance és representada com un majestuós grup escultòric al palau Longchamp de Marsella, construït entre 1862 i 1869 per l'arquitecte Espérandieu per celebrar l'arribada de les aigües de la Durance a la ciutat, mitjançant el Canal de Marsella.
També està esculpida com una dona amb un ventre fèrtil, a Charlaval (Boques del Roine).
Està present en la literatura:
- els poetes Adolphe Dumas (1805-1861), felibrenc, republicà i tradicionalista, Pau Arena, Clovis Hugues, parlant de la seva regió natal, i Élémir Bourges han evocat el riu;
- Henri Bosco n'ha fet un personatge de la seva novel·la L'Enfant et la Rivière;
- l'escriptor més conegut que s'ha inspirat en la Durance és no obstant Jean Giono, qui se'n serveix a la seva geografia imaginària de la Provença, amb modificacions (s'hi refereix en masculí,[103] el fa travessar la clusa de Sisteron sense esmentar la ciutat, i després l'alt país Rebeillard, completament imaginari).[104] La novel·la Le Hussard sur le toit també segueix el curs de la Durance.

Entre els pintors que l'han representat, Guigou i Monticelli, amics propers, es van instal·lar a Sant Pau de Durènça i van fer molts quadres on apareix, ja sigui com a decoració o com a subjecte (86 dels 421 quadres de Guigou). El pintor surrealista d'origen romanès, Victor Brauner, refugiat a Remolon el 1942, va fer-ne diversos quadres de materials improvisats.
En els últims anys, una associació fa reviure els raiers, construint anualment rais amb troncs d'arbres i fent-los baixar per una part de la Durance.
L'esquadró d'helicòpters 4/67 Durance, establert el 1976, era responsable de la protecció de la base aèria 200 Apt-Saint-Christol i del lloc de llançament de míssils del pla d'Albion.
La classe Durance és una classe de cinc petroliers d'abastiment i comandament de la Marina francesa que es van encarregar des de 1977 fins a 1990.
En cinema, Durance és l'escenari de L'Eau vive, pel·lícula de François Villiers, ambientada durant la construcció de la presa de Serre-Ponçon.
La Durance és el nom del butlletí acadèmic dels professors d'història i geografia d'Aix-Marsella.